# القوات الخاصة الفرنسية
فرقة تدخل الدرك الوطني (بالفرنسية: Groupe d'intervention de la Gendarmerie nationale) وتختصر إلى (GIGN) التي تعرف إعلامياً بالقوات الخاصة الفرنسية هي وحدة شرطة النخبة التكتيكية التابعة لقوات الدرك الوطني الفرنسي. وتشمل مهامها مكافحة الإرهاب، إنقاذ الرهائن، مراقبة التهديدات الوطنية، حماية المسؤولين الحكوميين واستهداف الجريمة المنظمة.
تأسست فرقة تدخل الدرك الوطني في 1973 في أعقاب عملية ميونيخ. وقد نشأت في البداية كوحدة تكتيكية صغيرة نسبياً متخصصة في حالات الرهائن الحساسة ومنذ ذلك الحين نمت لتصبح قوة أكبر وأكثر تنوعاً بقوة حوالي 400 فرد، بمسؤوليات موسعة. تشترك فرقة التدخل في اختصاص الأراضي الفرنسية مع وحدات الاستجابة الخاصة التابعة للشرطة الوطنية.
يقع مقر الفرقة الرئيسي في ساتوري، فرساي بالقرب من باريس. على الرغم من أن معظم عملياتها تنفذ في فرنسا، فإن الفرقة، باعتبارها إحدى عناصر القوات المسلحة الفرنسية، يمكنها العمل في أي مكان في العالم. تصنف العديد من مهامها سرية ولا يُسمح بتصوير أعضائها علناً. ومنذ تشكيلها، شاركت في أكثر من 1800 مهمة وأنقذت أكثر من 600 رهينة، مما يجعلها واحدة من أكثر فرق مكافحة الإرهاب خبرة في العالم.
برزت الفرقة في أعقاب هجومها الناجح على طائرة الخطوط الجوية الفرنسية المختطفة في مطار مارينيان، مرسيليا في ديسمبر 1994.

## تاريخها

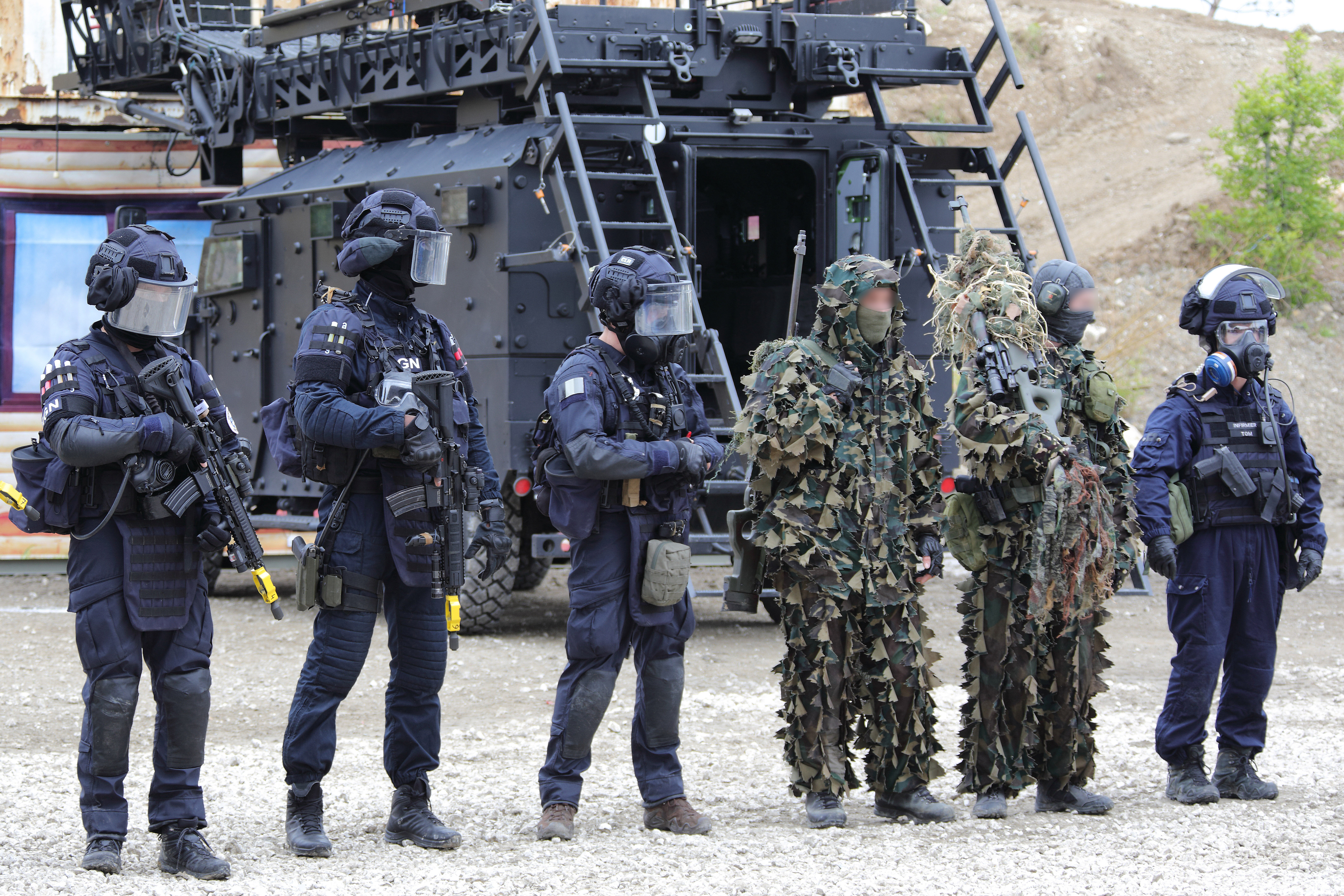
فريق هجومي من فرقة التدخل مع قناصّين ومسعف خلال استعراض جرى في يونيو 2018

توزيع فرقة البحث والتدخل (BRI) وفرقة تدخل الدرك (GIGN) وفرقة راد (RAID)، في 2019

تشكلت الفرقة في ميزون ألفور، بالقرب من باريس، في 1973 في أعقاب عملية ميونيخ وغيرها من الأحداث الأقل شهرة في فرنسا. أطلق عليها في البداية اسم فريق تدخل المغاوير الإقليمي (ECRI)، الذي بدأ عمله في مارس 1974، تحت قيادة ملازم أول كريستيان بروتو ونفذت مهمته الأولى بعد عشرة أيام. تشكلت وحدة أخرى، باسم فرقة تدخل الدرك الوطني، في نفس الوقت ضمن كتيبة مظلات قوات الدرك في مونت دي مارسان في جنوب غرب فرنسا ولكن دُمجت الوحدتين تحت قيادة بروتو في 1976 واعتمدت تسمية فرقة تدخل الدرك الوطني. كان النواة الأولي للفرقة 15 فرداً، ارتفع عددهم لاحقاً إلى 32 في 1976 و78 بحلول 1986 و120 بحلول 2005. انتقلت الفرقة إلى ساتوري، فرساي في 1982.
في 1984، أصبحت وحدة شُرْطِيُّة تكتيكية لهيئة أكبر تُسمى فرقة الأمن والتدخل للدرك الوطني (GSIGN)، جنباً إلى جنب مع فرقة التدخل المظلي للدرك الوطني (EPIGN) والفريق الأمني لرئاسة الجمهورية (GSPR) وفريق تعليمات وأمن العمليات (GISA) وهو مركز تدريب متخصص.
في 1 سبتمبر 2007، وقعّت عملية إعادة تنظيم كبرى. في الواقع، تغيّر اسم فرقة الأمن والتدخل للدرك الوطني إلى فرقة تدخل الدرك الوطني وأصبحت عناصرها السابقة (في فرقة التدخل وفرقة التدخل المظلي للدرك الوطني والفريق الأمني لرئاسة الجمهورية وفريق تعليمات وأمن العمليات الأصلية) «قوى» تابعة لفرقة تدخل الدرك الجديدة والتي وصلت حالياً إلى إجمالي 380 عضو.
تهدف الهيئة الجديدة، إلى أكثر من مجرد استبدال اسمي بسيط، عبر:
- تعزيز وظائف القيادة والسيطرة
- توفير إندماج أفضل من خلال الاختيار والتدريب المشترك والدعم الأقوى.
- تحسين قدرة الوحدة على التعامل مع المواقف المعقدة مثل عمليات احتجاز الرهائن الجماعية المشابهة لأزمة بسلان.[2]

في 2009، التحق الدرك، في ظل بقاءه فرعاً من القوات المسلحة الفرنسية، بوزارة الداخلية، التي كانت تشرف بالفعل على الشرطة الوطنية. ومع ذلك، لم تتغير مجالات مسؤولية كل قوة لأن الشرطة كانت مسؤولة بالفعل عن المدن الكبرى والمناطق الحضرية الكبيرة بينما كان الدرك مسؤولاً عن البلدات الأصغر والمناطق الريفية وكذلك المهام العسكرية المحددة. في ظل هيكل القيادة الجديد، لا يزال بإمكان عناصر الدرك من فرقة التدخل المشاركة في العمليات العسكرية خارج فرنسا نظراً لوضعهم العسكري.
يجرى التنسيق بين فرقة تدخل الدرك وفرقة راد (RAID)، فرقة النخبة في الشرطة الوطنية، من قبل هيئة مشتركة تسمى وحدة تنسيق قوات التدخل (Ucofi) وقد وُضعّ بروتوكول «القائد/التابع» للاستخدام عندما تحتاج كلتا الفرقتين إلى المشاركة معاً، وتُنسب القيادة إلى الوحدة العاملة في مجالات مسؤوليتها الأساسية.
منذ تأسيسها، شاركت الفرقة في أكثر من 1.800 عملية وحررت أكثر من 600 رهينة واعتقلت أكثر من 1.500 مشتبه بهم، مع خسارة عضوين قُتِلا في المواجهات وسبعة أثناء التدريب. وكان العضوان قد قُتلا أثناء التعامل مع مسلحين مختلين عقلياً.
في 9 ديسمبر 2011، مَنحّت وزارة الدفاع الفرنسية، جيرارد لونجيه، صليب الشجاعة العسكرية لعلم الفرقة لمشاركتها في عملية أرماتان في ليبيا.
في 31 يوليو 2013، تلقى علم الفرقة صليباً ثانياً في الشجاعة العسكرية لمشاركتها في حرب أفغانستان (2001 -).
في يناير 2015، اشتركت فرقة تدخل الدرك لأول مرة في وقت واحد مع راد (فرقة الشرطة الفرنسية)، خلال هجمات إيل دو فرانس في يناير 2015.
في 15 يونيو 2015، حصل علم الفرقة على وسام الأمن الداخلي ولحصوله على صليبين في الشجاعة العسكرية، يُسمح لأعضاء الفرقة رسمياً بارتداء الأوسمة.

## المهام
- مكافحة الإرهاب.
- إنقاذ الرهائن.

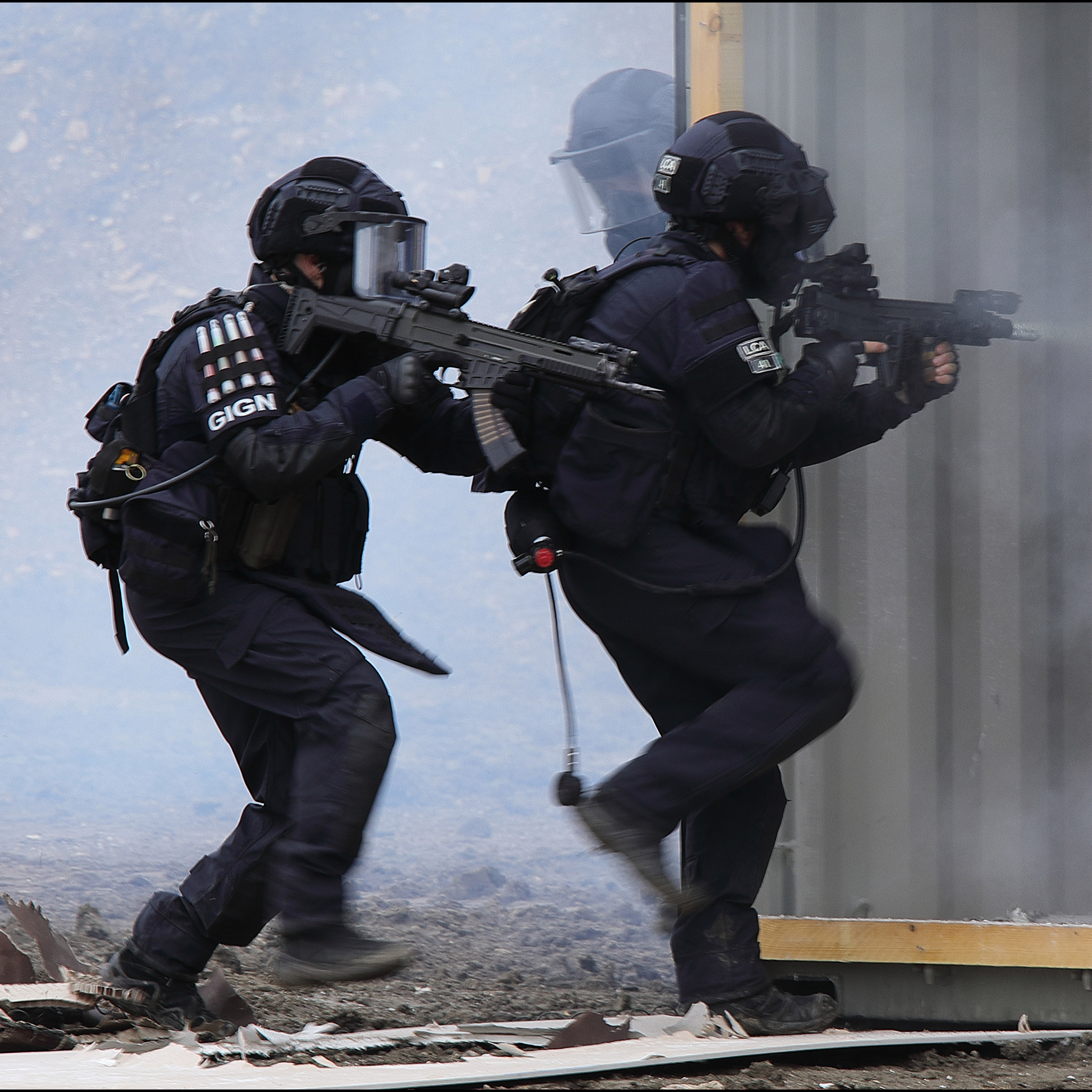
فريق اقتحام يدخل مبنى.

- القبض على المسلحين الخطرين أو المختلين.
- فض أعمال الشغب في السجون.
- مراقبة ورصد المجرمين والإرهابيين.
- العمليات الخاصة العسكرية.
- حماية المسؤولين.
- حماية المواقع الحرجة (كالسفارات في الدول التي مزقتها الحروب).
- التدريب.

استعراض لإنقاذ رهينة خلال معرض يوروساتوري التجاري
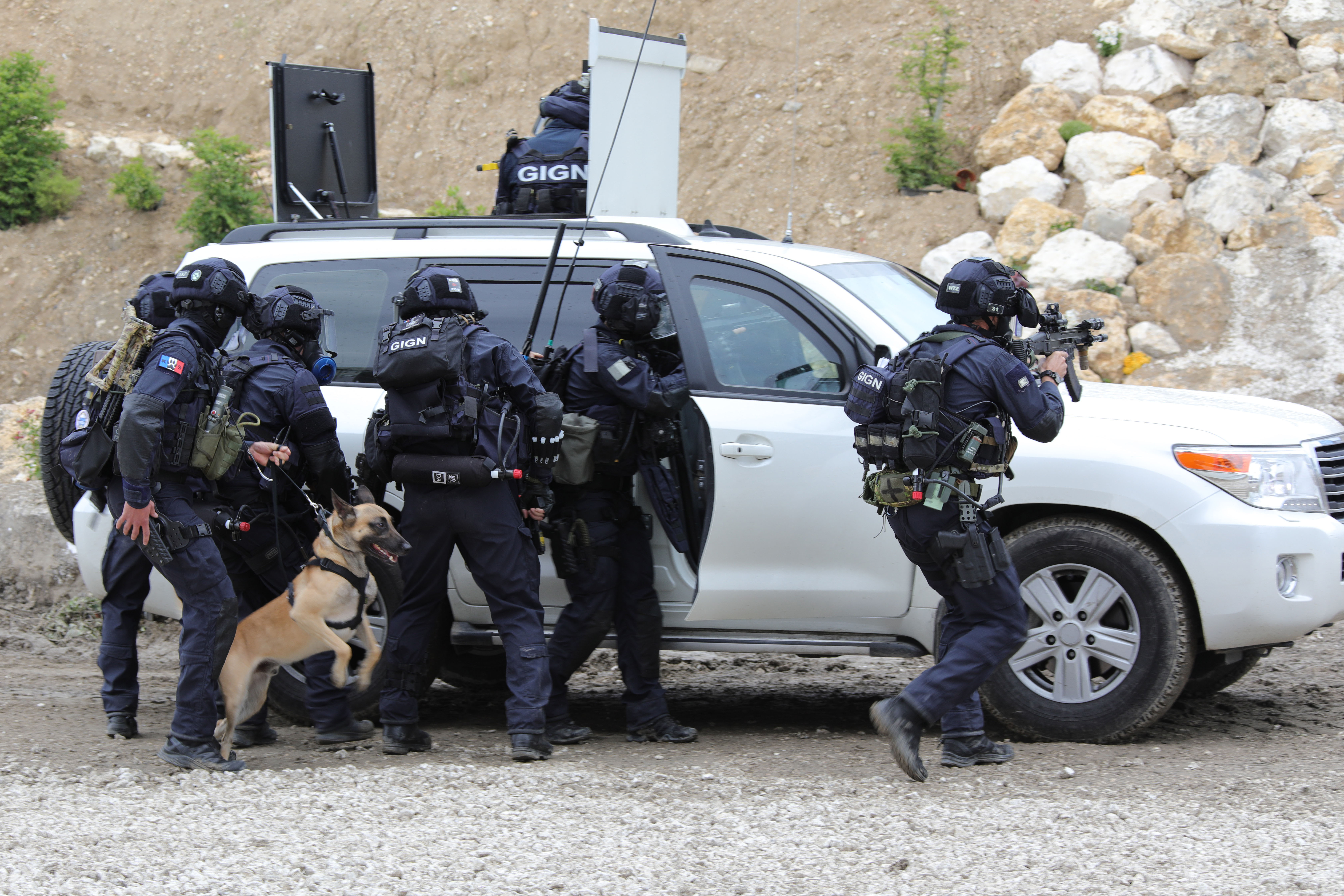
فريق الاقتحام مدعوماً بكلب مُهاجم ومصفحة دفع رباعي من إنتاج سنتيغون
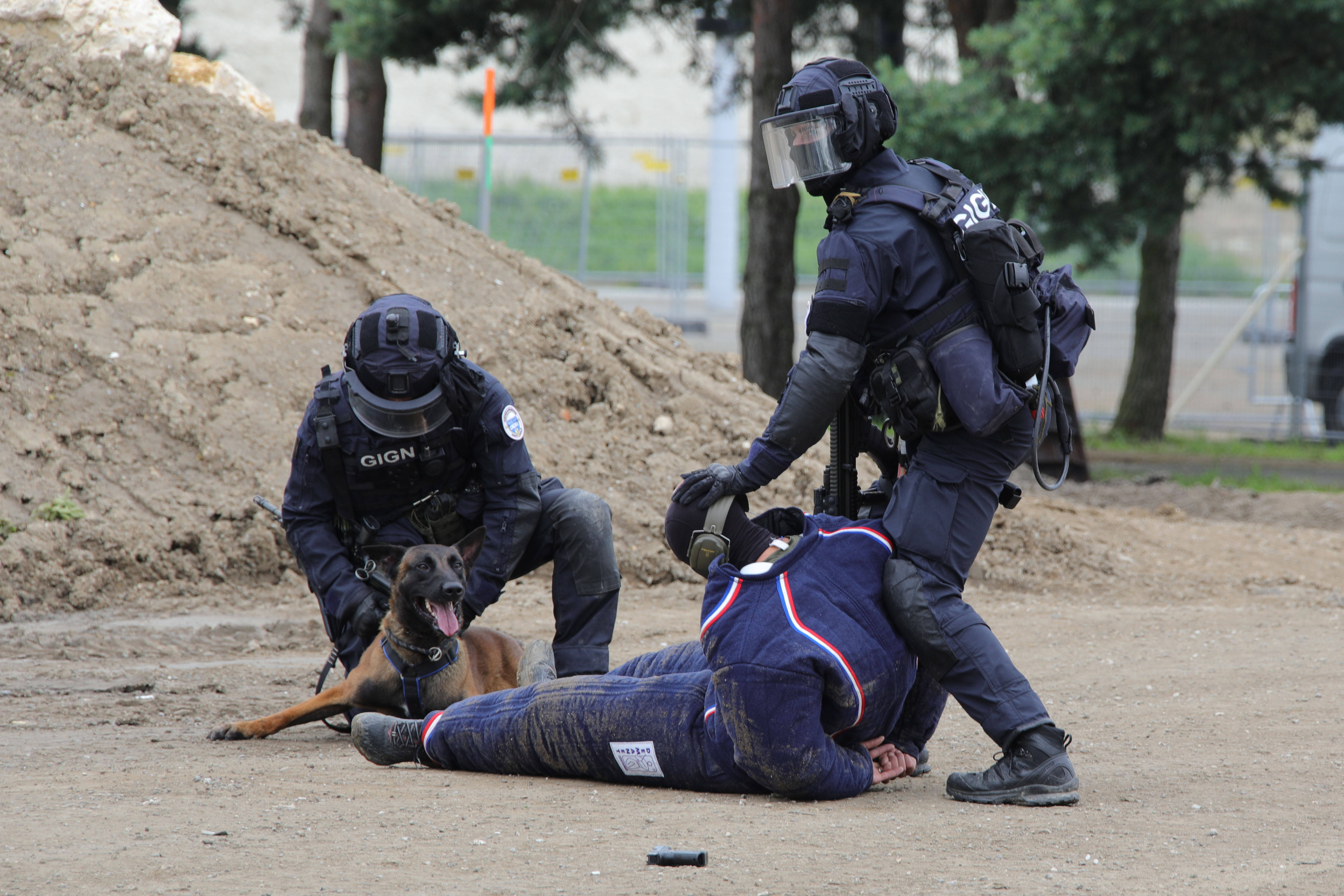
أفراد فرقة التدخل مع كلب مُهاجم
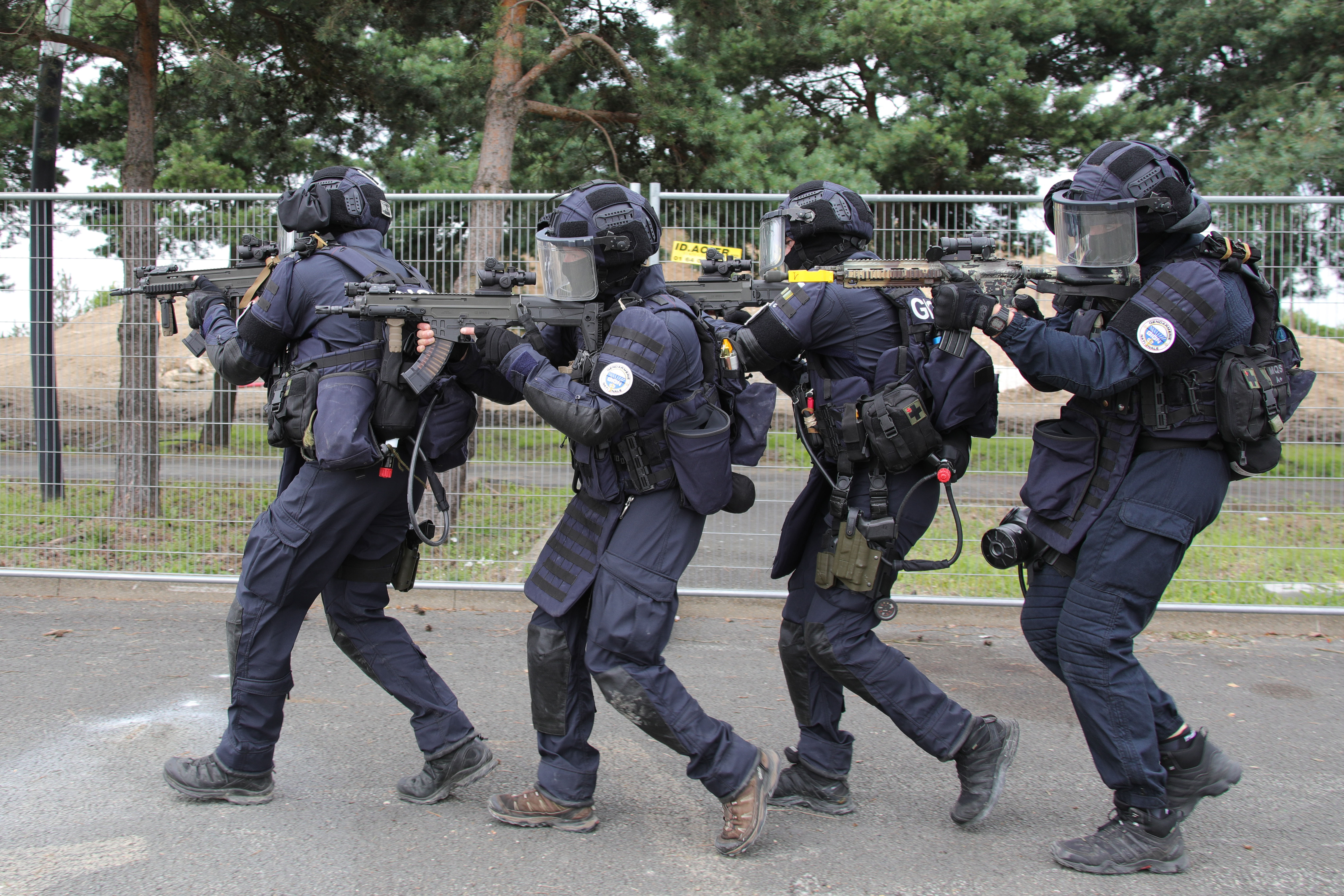
أفراد فرقة التدخل يُشكلون رتل اقتحام

استعرض قوة الحماية والأمن (FSP) - ساتوري، 2018
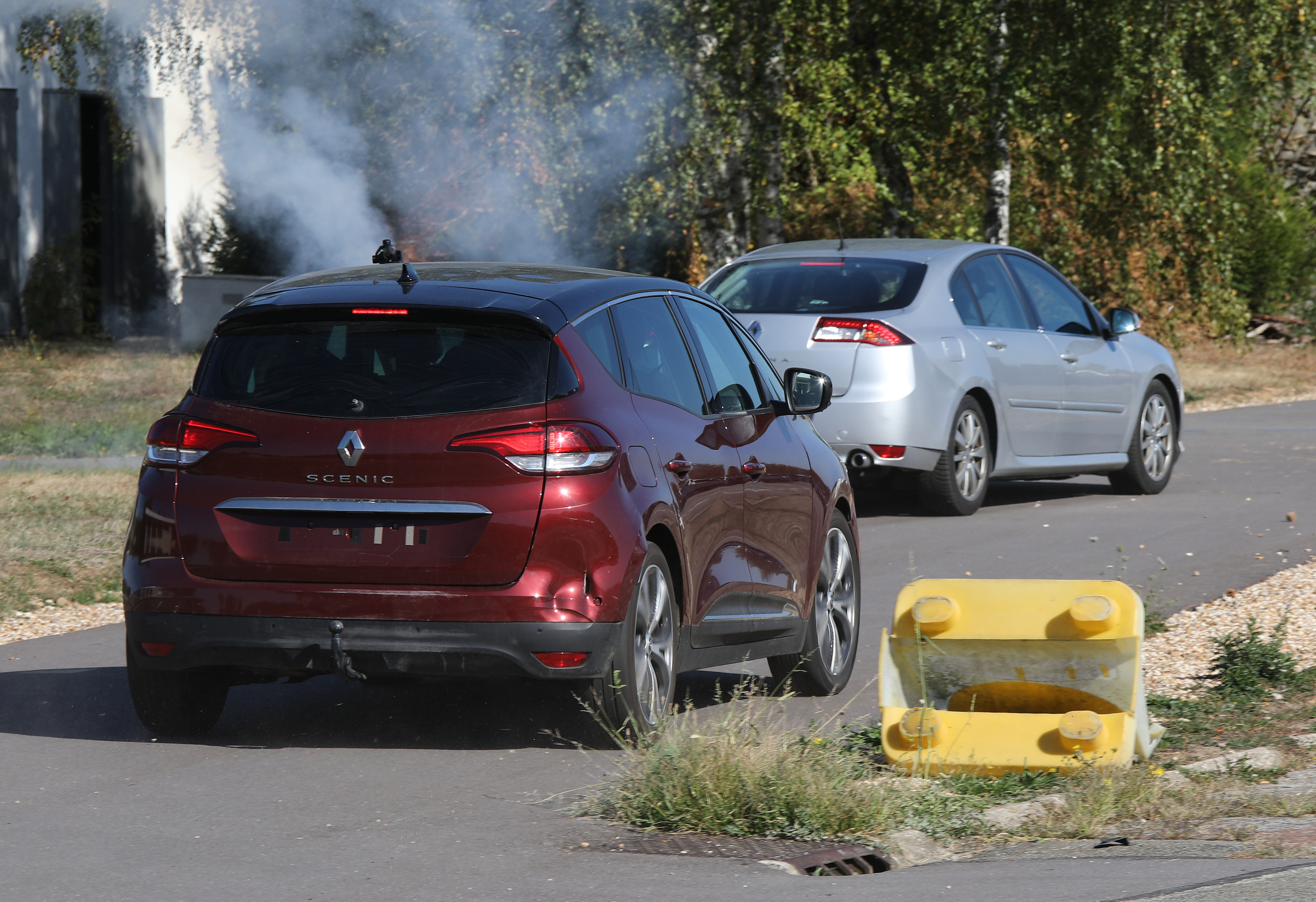
تعُرض سيارة شخصية هامة لكمين
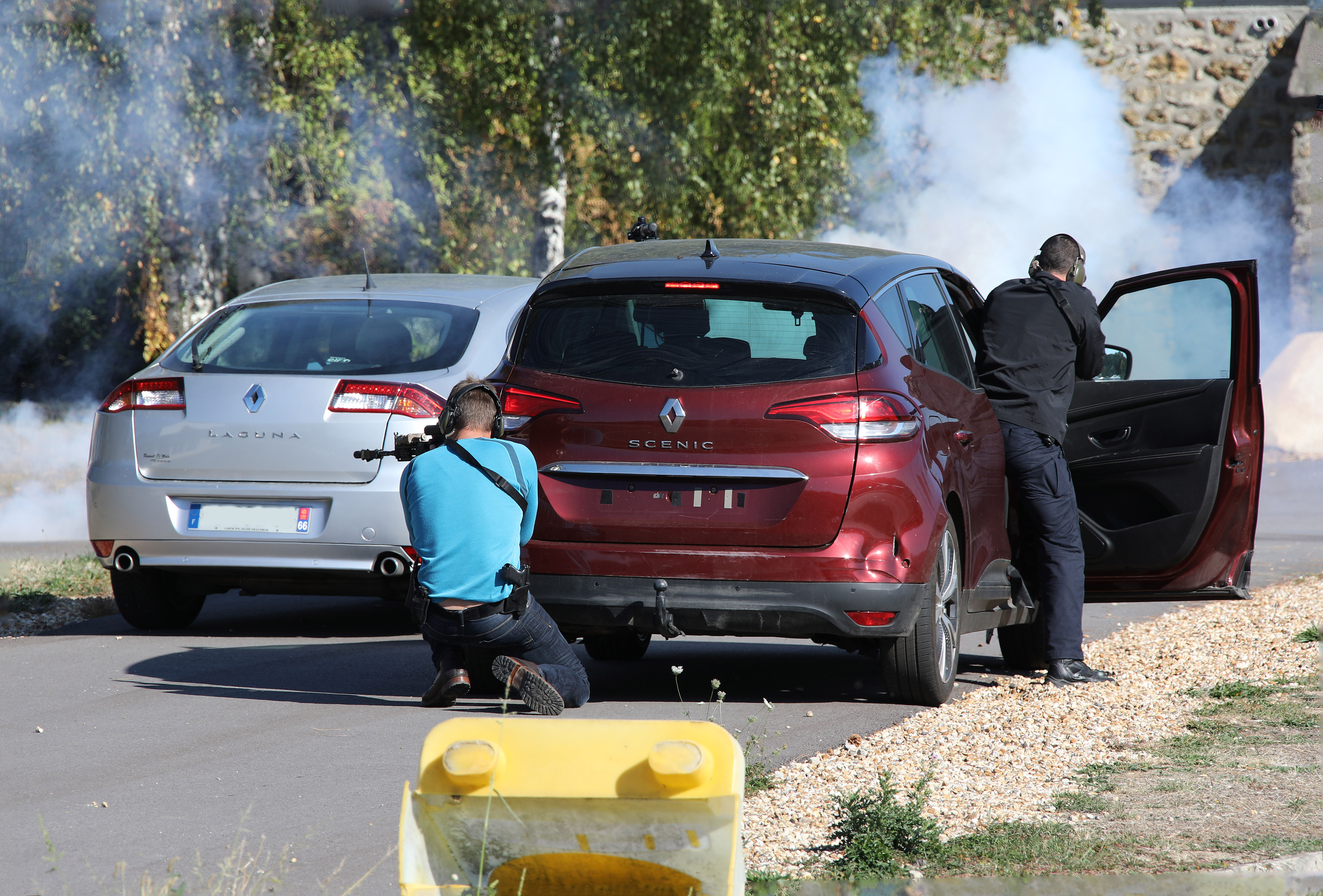
يرد درك قوة الحماية الأمنية على إطلاق النار
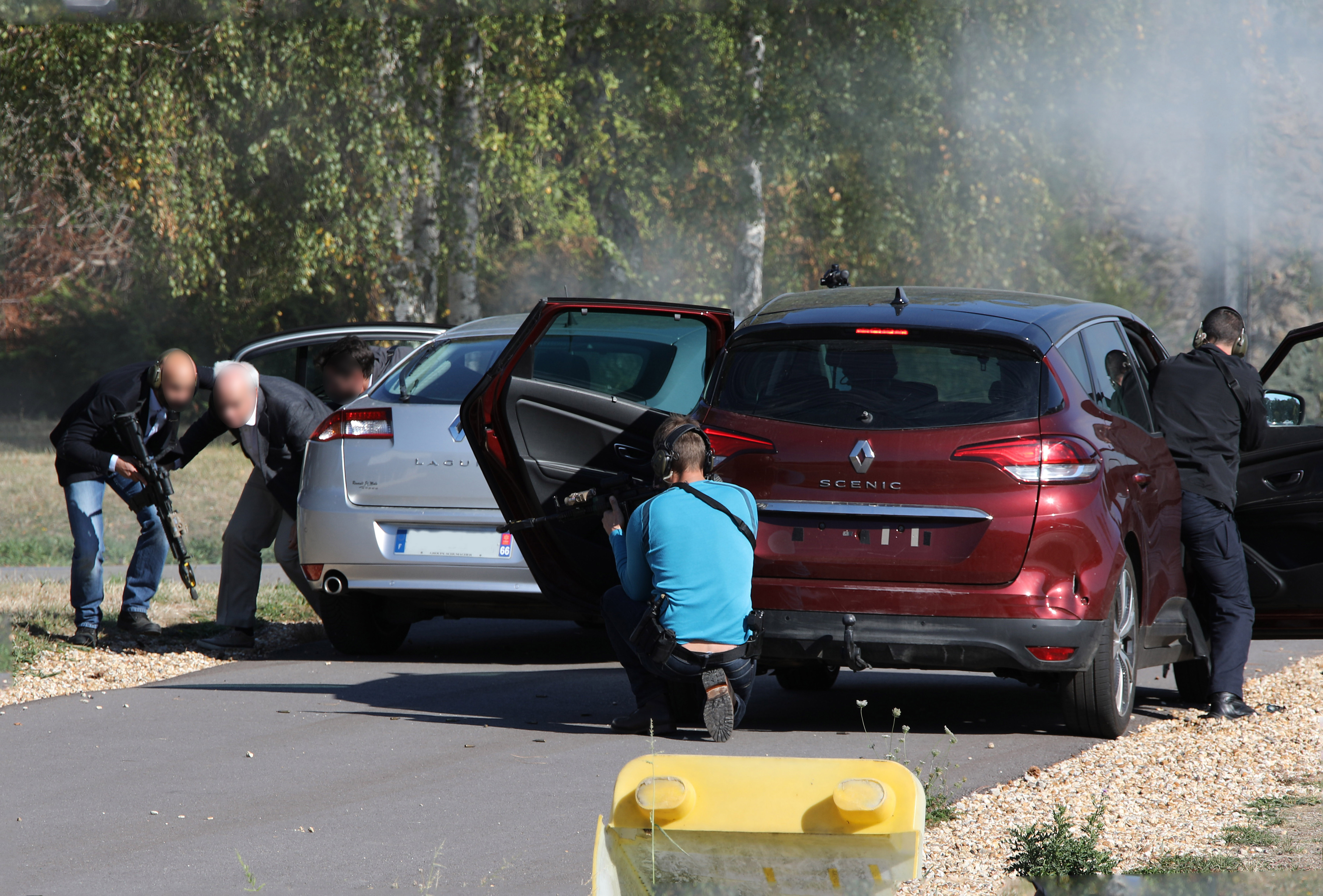
يُخلص درك قوة الحماية الأمنية الشخصية الهامة من سيارته ويصحبونه إلى سيارتهم

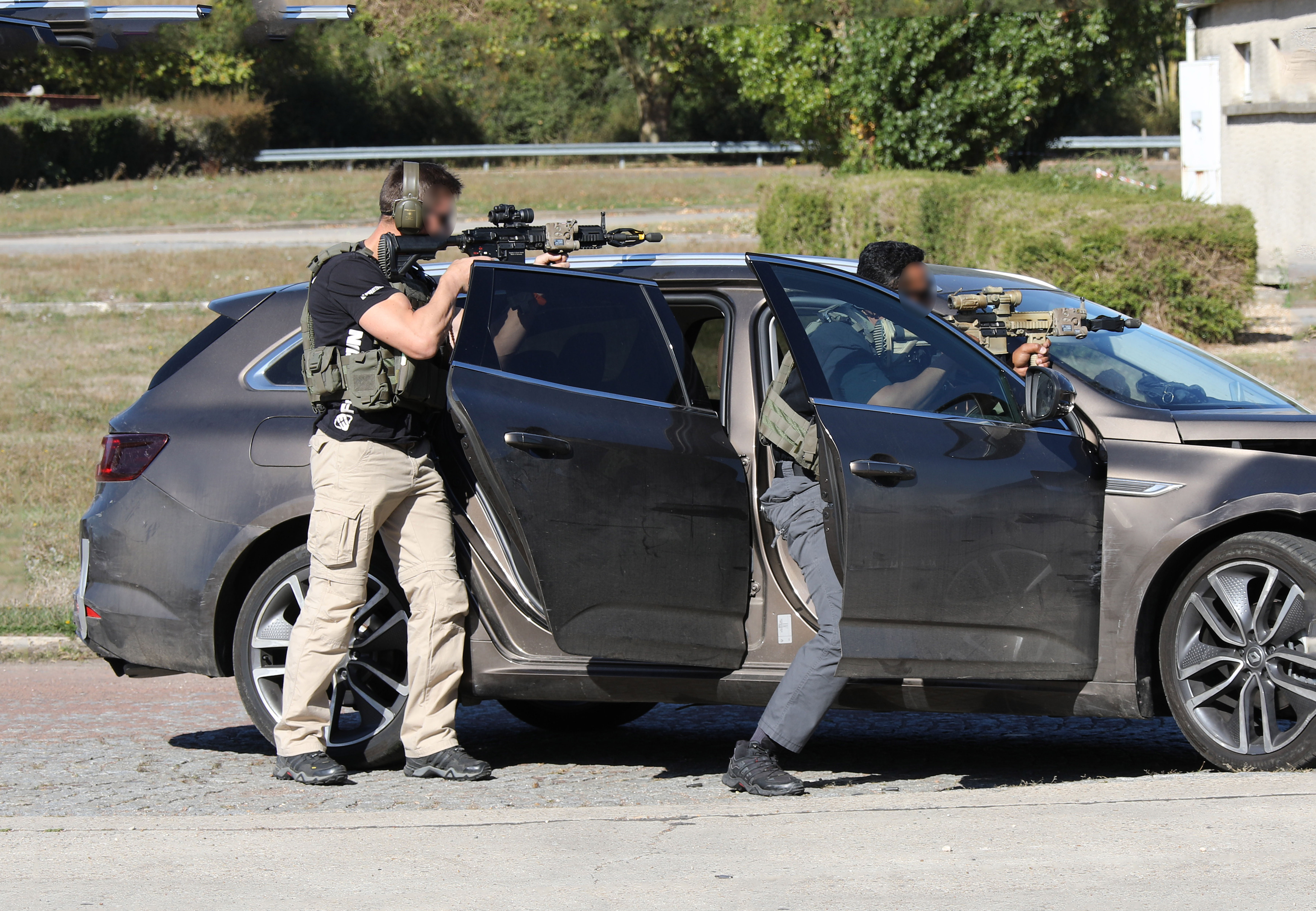
توفر مجموعة أخرى من درك قوة الحماية الأمنية غطاءاً نارياً

استعرض قوة الحماية والأمن (FSP) - ساتوري، 2018
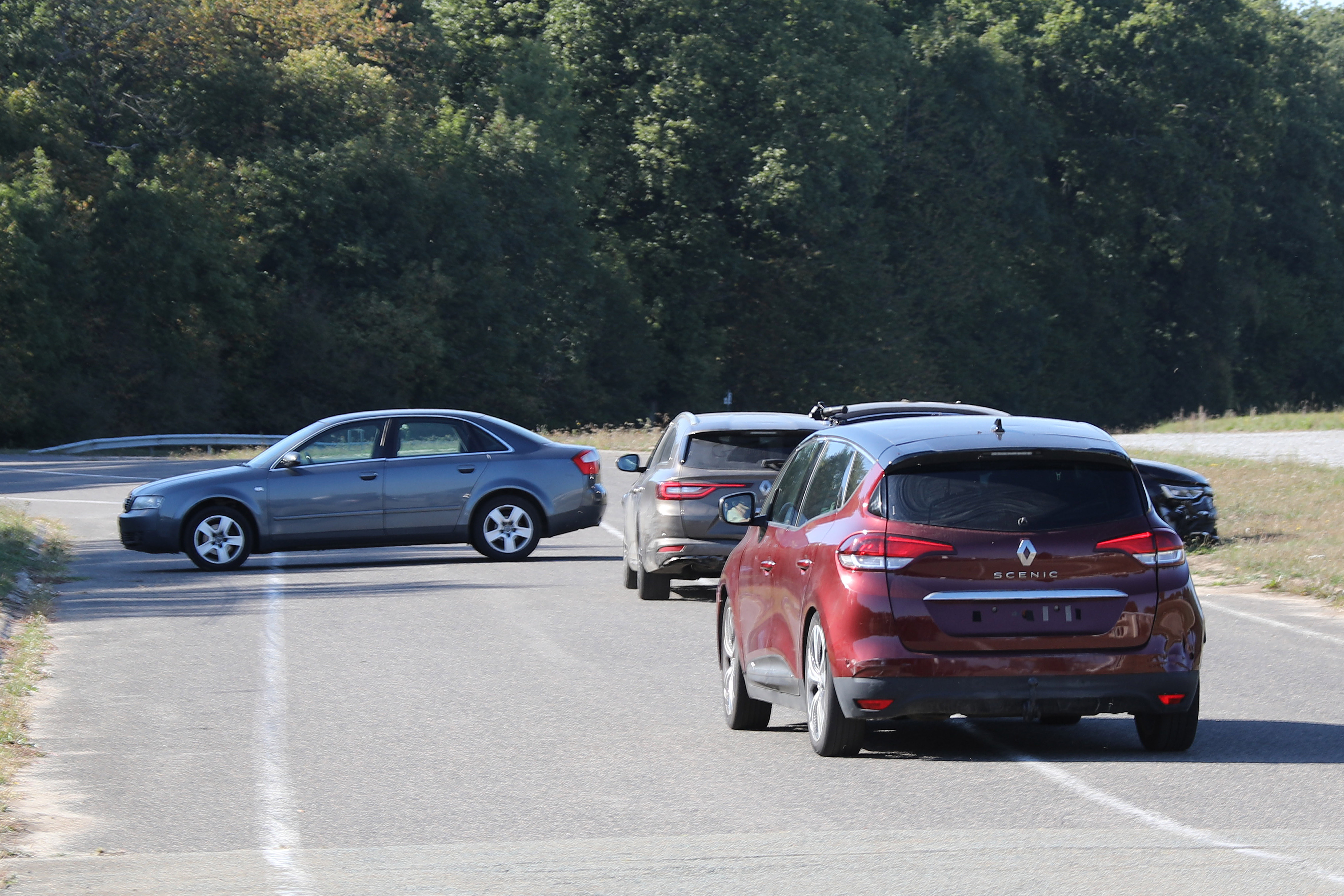
يُغادر الموكب منطقة الكمين
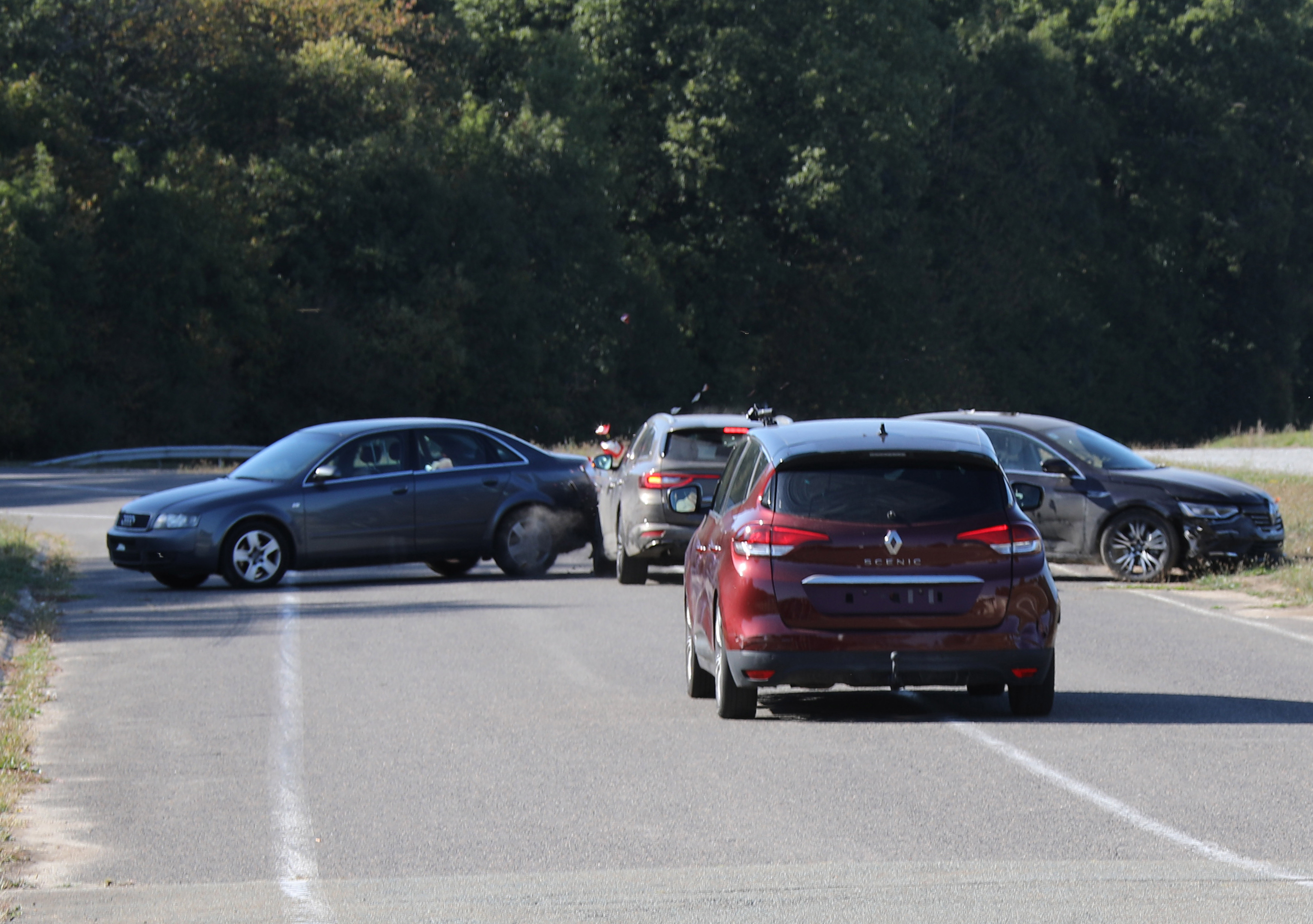
تصطدم سيارة المقدمة بالسيارة الواقفة كحاجز
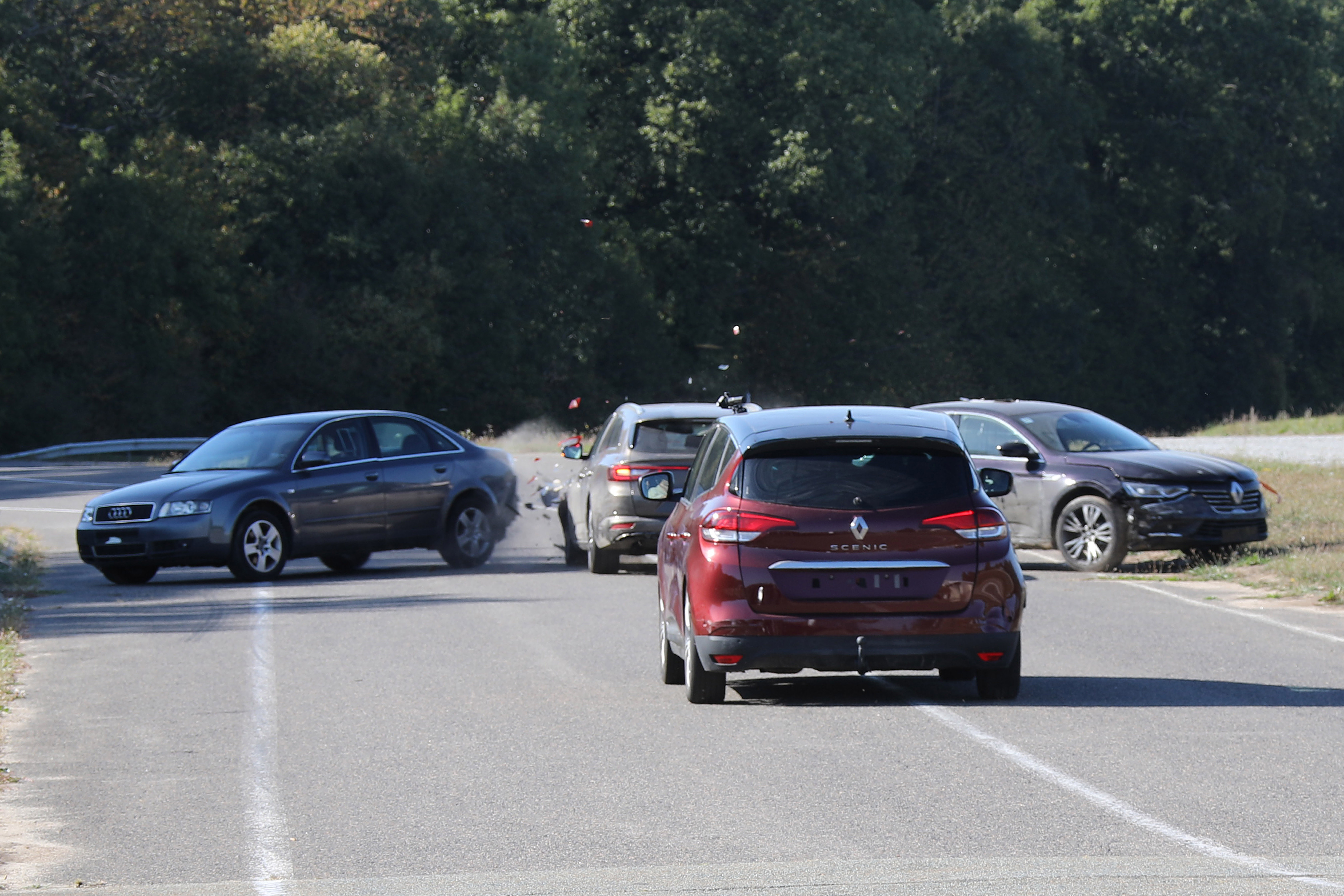
ينسحب الموكب بسلام

## الهيكل

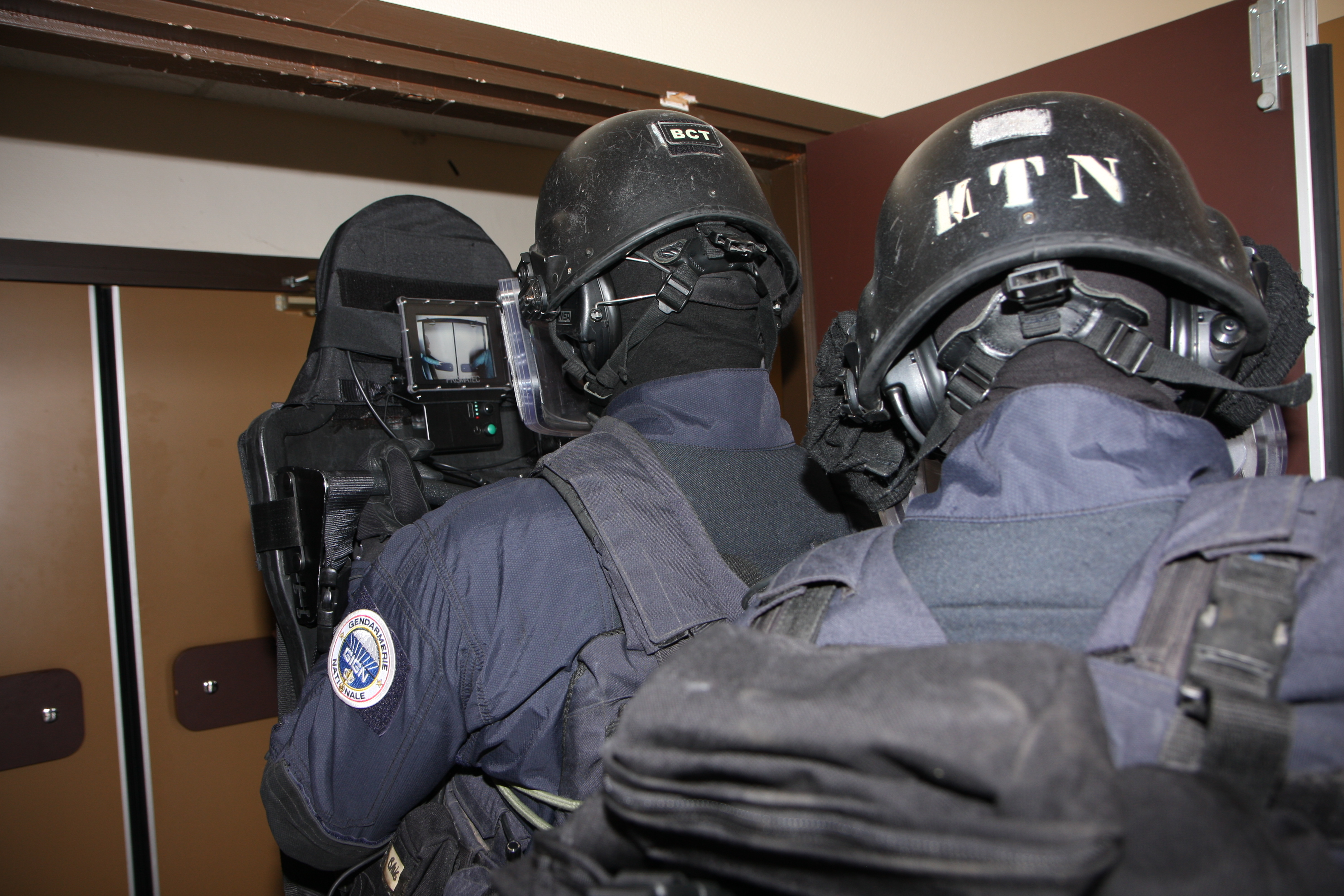
عناصر فرقة تدخل الدرك الوطني خلال تدريب - 2016

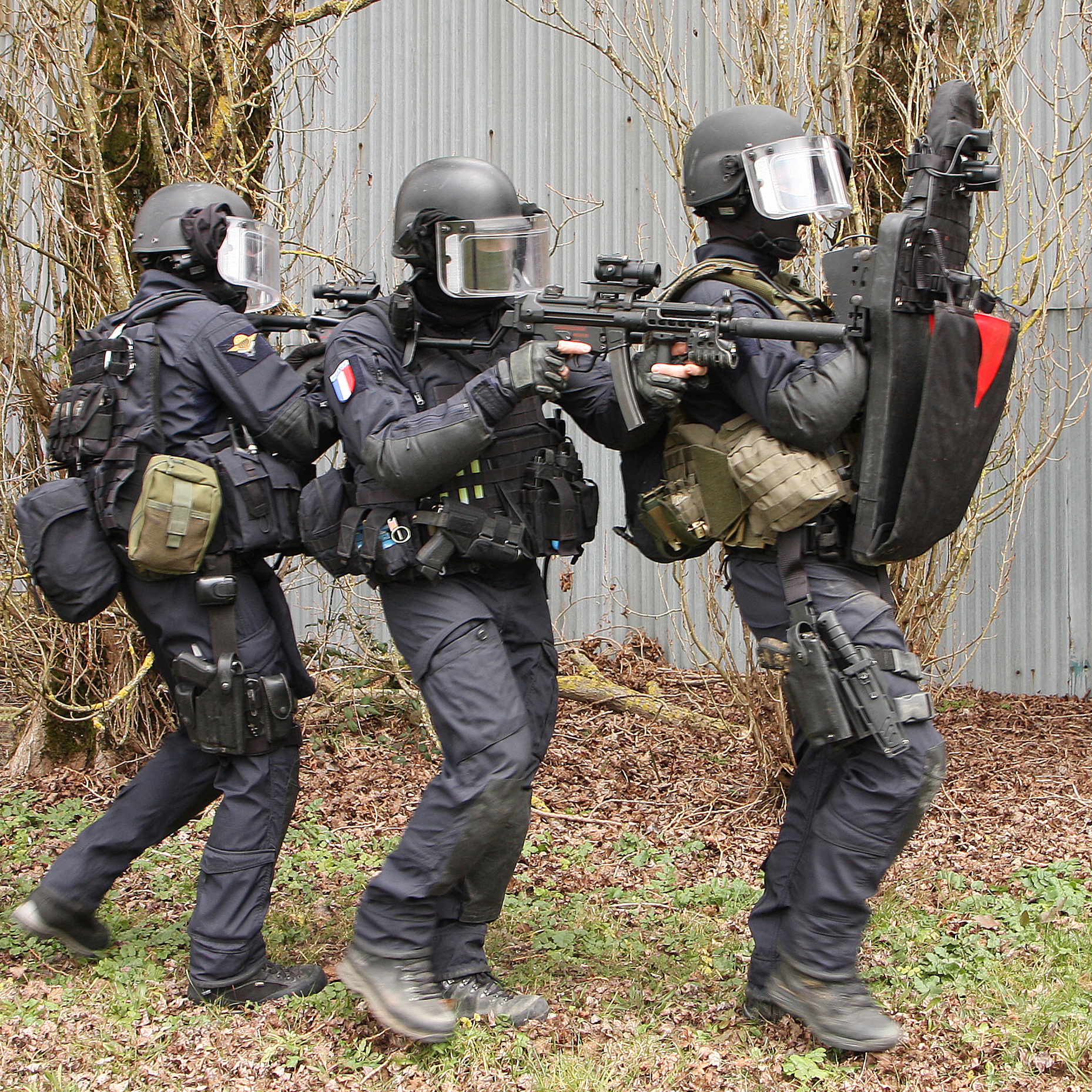
عناصر فرقة تدخل الدرك الوطني خلال تدريب - 2016

تُنَظّم فرقة تدخل الدرك حالياً في ست «قوات»، في ظل مقرين (إداري وعملياتي):
- قوة التدخل أساس فرقة التدخل: حوالي 100 رجل، تُعد بمثابة وحدة الهجوم الرئيسية في فرقة تدخل الدرك. وهي مقسمة إلى أربع فصائل، اثنتان منها في حالة تأهب دائم. تنقسم هذه الفصائل إلى فرق فردية من الأعضاء. اثنان من فصائل التدخل متخصصان في القفز على ارتفاعات عالية واثنان آخران متخصصان في الغوص.
- قوة المراقبة والبحث من فرقة التدخل المظلي للدرك الوطني السالفة: حوالي 40 رجل وامرأة متخصصون في أعمال الاستطلاع فيما يتعلق بعمل الشرطة القضائية ومكافحة الإرهاب.
- قوة الأمن والحماية من فرقة التدخل المظلي للدرك الوطني والفريق الأمني لرئاسة الجمهورية السالفين: حوالي 65 رجل وامرأة متخصصون في حماية المواقع التنفيذية والحساسة.
- مفرزة الدرك التابعة لفرقة الأمن الرئاسي: والتي كانت في الأصل وحدة درك وهي حالياً فرقة مشتركة بين الشرطة والدرك. مهمتها الرئيسية هي الحماية المباشرة للرئيس الفرنسي.
- قوة الدعم العملياتي: قوة دعم بخلايا متخصصة (القنص بعيد المدى، الاختراق، تخطيط الهجوم، الأجهزة الخاصة، إلخ..)
- قوة التدريب: هذه القوة مكلفة بالاختيار والتدريب وإعادة التدريب (تسمى إعادة التدوير) ليس فقط لعناصر فرقة التدخل، بل أيضاً عناصر الدرك المختارة أو الأفراد الأجانب.

تُقبل شُرطيات الدرك في جميع القوات، باستثناء قوة التدخل.
هناك العديد من التخصصات التكتيكية في المجموعة، بما في ذلك: القنص بعيد المدى، الاختراق، المراقبة والاستطلاع، حماية المسؤولين التنفيذيين، السقوط الحر بالمظلات مع قفزات من ارتفاعات عالية ومنخفضة، الغوص، إلخ.
يوفر الدعم بالمروحيات عبر مروحيات قوات الدرك، للنشر التكتيكي لمجموعات كبيرة، بواسطة فرقة المروحيات المشتركة رحلة عمليات خاصة مشتركة بين الجيش/القوات الجوية مجهزة بمروحيات إس إيه 330 بوما المتمركزة في قاعدة فيلاكوبلاي الجوية القريبة. تأسست فرقة المروحيات المشتركة في 2006 وكُلفّت أيضاً بدعم فرقة راد التابعة للشرطة الوطنية منذ 2008.
تُسمى ثلاث عشرة وحدة إقليمية "فروع فرقة التدخل"، يديرها أفراد تختارهم وتدربهم فرقة التدخل، تكمل عملها في مدن فرنسا وفي المقاطعات والأقاليم الفرنسية وراء البحار. أعيد تسمية الوحدات المحلية، المعروفة في البداية باسم "فصائل التدخل الأقاليمية لقوات الدرك (PI2Gs) لتصبح فروع لفرقة التدخل في أبريل 2016؛ أُعيد تصميم الوحدات الخارجية المعروفة في البداية باسم "مجموعات فصائل التدخل (GPIs) بدورها لتصبح فروع لفرقة التدخل في 26 يوليو 2016. اعتباراً من عام 2016، توجد فروع فرقة التدخل الحضرية الستة في ديجون ونانت وأورانج ورانس وتولوز وتور بينما توجد الفروع السبعة في الخارج في غوادلوب ومارتينيك وغيانا الفرنسية وريونيون ومايوت وبولينيزيا الفرنسية وكاليدونيا الجديدة. وحدات الحماية النووية العشرين المسماة "فصائل حماية الدرك المتخصصة (PSPGs)، الموجودة في موقع كل واحدة من محطات الطاقة النووية الفرنسية، ليست جزءاً من فرقة التدخل ولكنها تعمل تحت إشرافها.

## العمليات

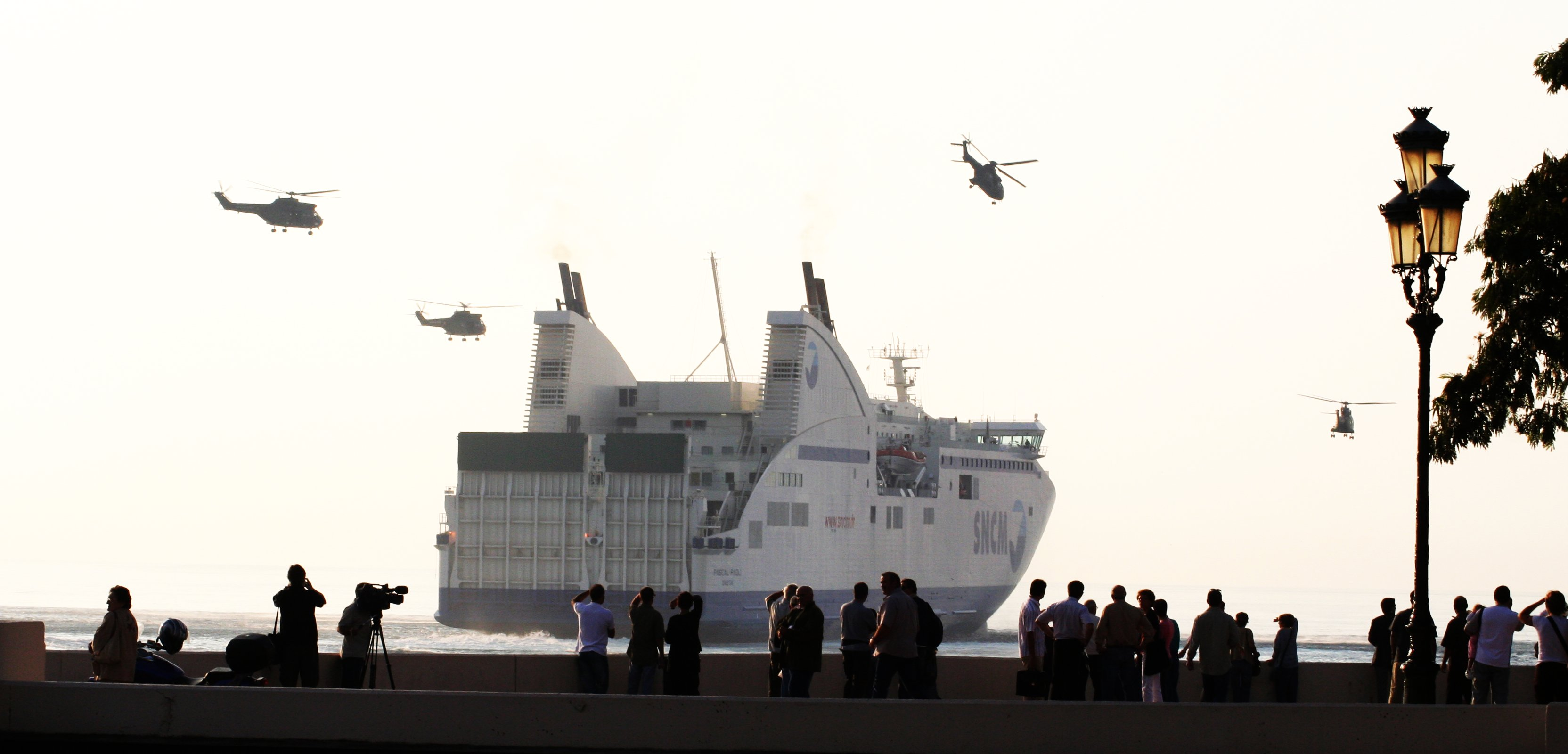
صعود فرقة تدخل الدرك لسفينة "باسكال باولي"، التي احتلتها نقابة عمال كورسيكا في 28 سبتمبر 2005.

تتبع فرقة تدخل الدرك مباشرة المدير العام للدرك الوطني، أي رئيس أركان الدرك الذي بدوره يقدم تقاريره مباشرة إلى وزارة الداخلية. يمكن لرئيس أركان الدرك أن يتولى المسؤولية في أزمة كبيرة؛ ومع ذلك، تُنفذ معظم المهام اليومية لدعم الوحدات المحلية لقوات الدرك في المقاطعات. وفرقة تدخل الدرك عضو أيضاً في شبكة أطلس الأوروبية وهي جمعية غير رسمية تتكون من وحدات الشرطة الخاصة من 28 دولة في الاتحاد الأوروبي.
تتضمن بعض أنجح عمليات فرقة تدخل الدرك المعروفة ما يلي:
- تحرير 30 تلميذاً فرنسياً من حافلة مدرسية استولت عليها جبهة تحرير الساحل الصومالي في لويادا، بالقرب من جيبوتي في 1976. وقد أدى قناصة فرقة تدخل الدرك وقوات الفيلق الأجنبي الفرنسي إلى تحييد محتجزي الرهائن في عملية نجحت جزئياً حيث قتل طفلان.
- التخطيط لتحرير الدبلوماسيين من السفارة الفرنسية في سان سلفادور عام 1979 (استسلم الخاطفون قبل شن الهجوم).
- تقديم المشورة للسلطات السعودية بشأن استعادة السيطرة أثناء حصار المسجد الحرام في مكة، المملكة العربية السعودية في نوفمبر وديسمبر 1979.
- اعتقال عدد من الإرهابيين الكورسيكيين المنتمين إلى جبهة التحرير الوطني لكورسيكا في نزل فيش عام 1980.

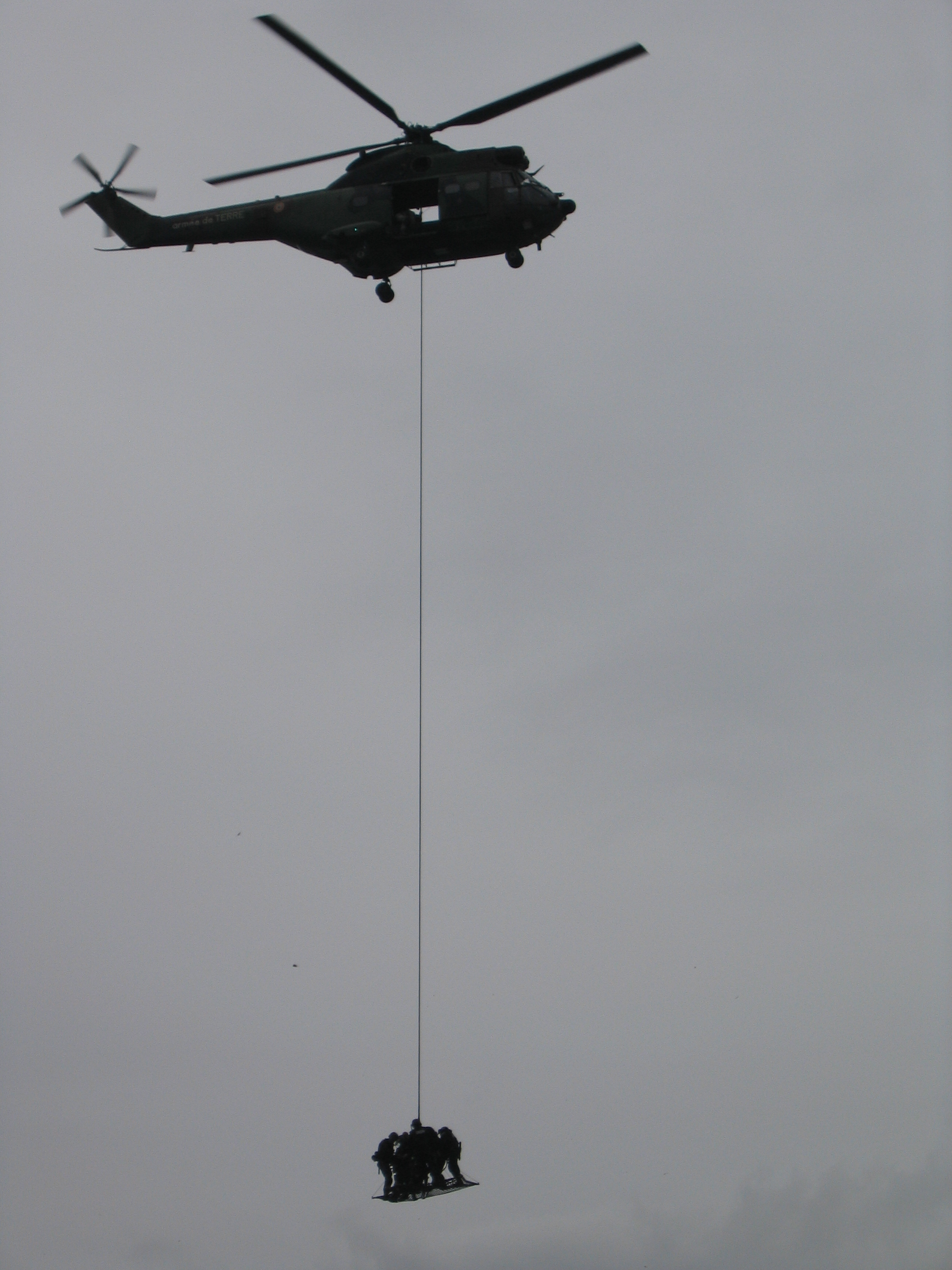
استعراض بالمروحية باستخدام جهاز (إسكيب) من تصميم الفرقة

- الاعتقال المثير للجدل للإرهابيين الأيرلنديين المشتبه بهم في فضيحة أيرلنديين فانسن في أغسطس 1982.
- التحرير المثير للجدل للرهائن المحتجزين في كهف أويفا، أويفا، كاليدونيا الجديدة، مايو 1988.
- حماية الألعاب الأولمبية الشتوية 1992 في ألبيرفيل.
- تحرير 229 راكباً وطاقم رحلة الخطوط الجوية الفرنسية رقم 8969 في مرسيليا في ديسمبر 1994. اختطف أربعة إرهابيين من الجماعة الإسلامية المسلحة طائرة، قُتلوا أثناء عملية الاقتحام. وقد أعدموا ثلاثة ركاب خلال المفاوضات مع الحكومة الجزائرية قبل السماح للطائرة بمغادرة الجزائر، لكن الاقتحام لم يسفر عن خسائر أخرى في الأرواح بالنسبة للركاب والطاقم، بتكلفة 25 جريحاً (13 راكباً و3 من أفراد الطاقم الجوي و9 من فرقة تدخل الدرك). وحظيت العملية بتغطية واسعة حيث بثت القنوات الإخبارية الهجوم على الهواء مباشرة.
- اعتقال المرتزق بوب دنارد ومجموعته أثناء محاولة انقلاب 1995 في جزر القمر (عملية أزالي).
- عمليات في البوسنة لاعتقال أشخاص متهمين بارتكاب جرائم حرب.
- اعتقال 6 قراصنة صوماليين واستعادة جزء من الفدية بعد التأكد من تحرير رهائن يخت لو بونا الفاخر عند ساحل بونتلاند في الصومال على خليج عدن. بالاشتراك مع مغاوير البحرية الفرنسية في أبريل 2008.
- نشر فرق تكتيكية في أفغانستان لدعم مفارز (فريق الاتصال للإرشاد العملي للشرطة) في أفغانستان 2009-2011.
- 2011: الانتشار في ليبيا أثناء عملية أرماتان.[19]
- تحييد الإرهابيّين المتورطين في إطلاق النار على تشارلي إيبدو بباريس في يناير 2015.
- الانتشار في أعقاب وضع احتجاز القاعدة لرهائن في فندق راديسون بلو في باماكو، مالي في 20 نوفمبر 2015، (لكن الشرطة المحلية بمساعدة القوات الخاصة الأمريكية والفرنسية كانت قد سيطرت على الموقف بالفعل عند وصول فريق فرقة تدخل الدرك).
- تحييد الإرهابي المسؤول عن هجوم قرقشونة وتريب في مارس 2018 (بادل أرنو بلترام، أحد ضباط فرقة التدخل المظلي للدرك الوطني سابقاً، نفسه طوعاً برهينة وقتل أثناء محاولته نزع سلاح الإرهابي). نُفذّت هذه العملية في الواقع من قبل وحدة إقليمية (واحدة من ستة فروع لفرقة تدخل الدرك تتمركز في الحضر)، مقرها في تولوز، تحت إشراف فرقة تدخل الدرك، بينما كانت عناصرها المرسلة من ساتوري ما زالوا في الطريق.
- اختارت منظمة الطيران المدني الدولي فرقة تدخل الدرك الوطني لتلقين القوات الخاصة للدول الأعضاء الأخرى تدريبات إنقاذ الرهائن على متن الطائرات.

## الاختيار والتدريب

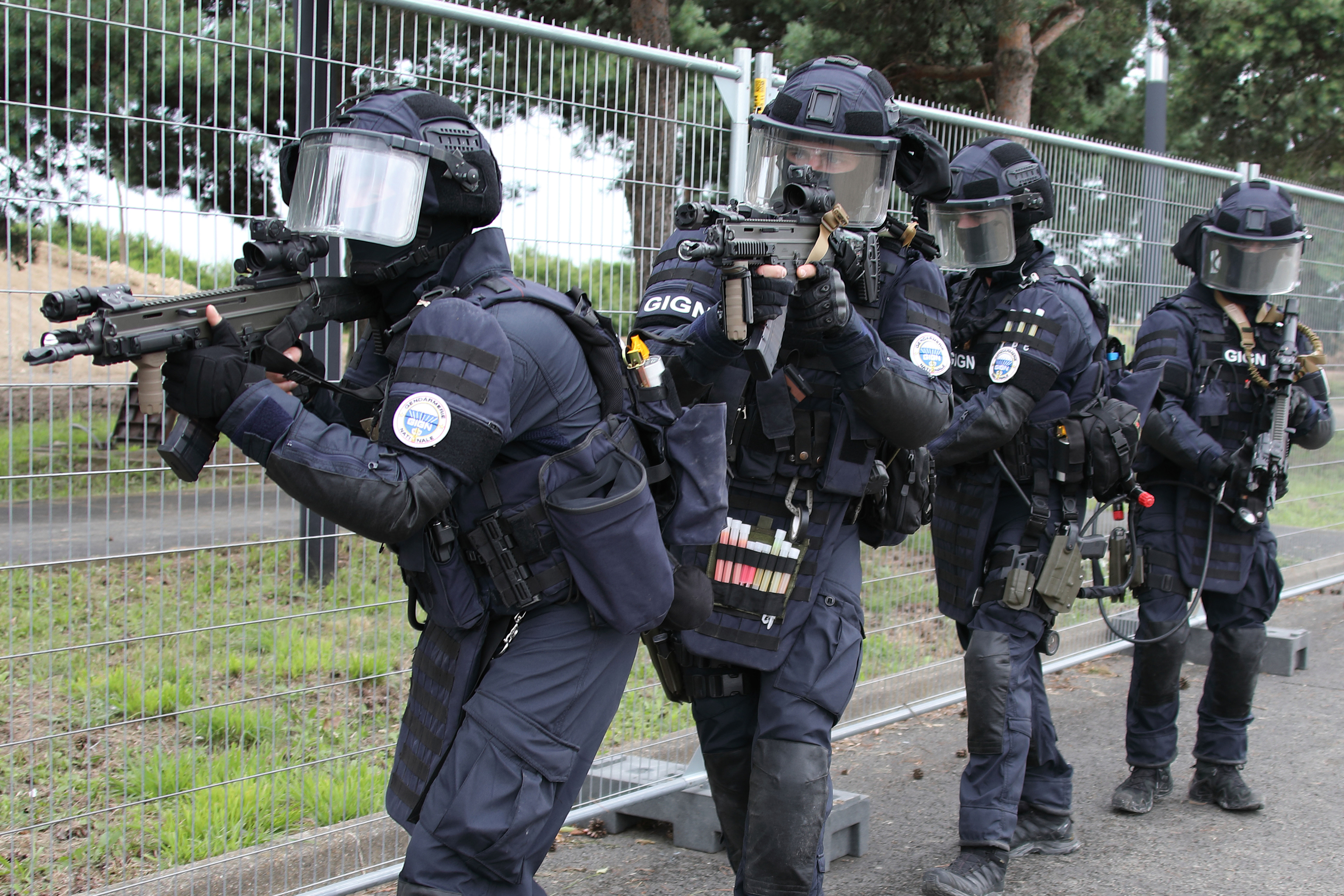
عناصر فرقة تدخل الدرك الوطني خلال استعراض، يونيو 2018

يخضع المرشحون لفحص اختيار مُسبق لمدة أسبوع واحد يليه، بالنسبة لأولئك المقبولين، برنامج تدريبي لمدة أربعة عشر شهراً يتضمن الرماية والرماية بعيدة المدى (غالباً ما تعتبر واحدة من أفضل مدارس الرماية في العالم) ودورة إبرار جوي وتدريب القتال اليدوي. تعتبر القدرة العقلية وضبط النفس من الأهمية بقدر القوة البدنية. كما هو الحال بالنسبة لمعظم القوات الخاصة، يكون التدريب مرهقاً مع نسبة إخفاق مرتفعة، خاصة في المرحلة الأولية - فقط ينجح 7-8 ٪ من المتطوعين في عملية التدريب.
- التعامل مع الأسلحة
- التدريب على الاشتباك الناري والرماية
- دورات الإبرار الجوي، مثل القفز من ارتفاعات عالية وفتح المظلة على ارتفاع منخفض أو عالي والطيران المظلي وعمليات الإقحام المحمولة جواً بالمروحيات
- القتال/السباحة تحت الماء والغوص واقتحام السفن
- تدريب القتال اليدوي
- الترصد السري والمطاردة (دعم التحقيق في القضايا)
- تقنيات التسلل والهروب
- التخلص من الذخائر المتفجرة وتحييد الأجهزة الكيميائية والبيولوجية والإشعاعية والنووية
- البقاء على قيد الحياة وحرب البيئات الإستوائية والقطبية والجبلية والصحراوية
- المهارات الدبلوماسية، مثل التفاوض

## المعدات والأسلحة

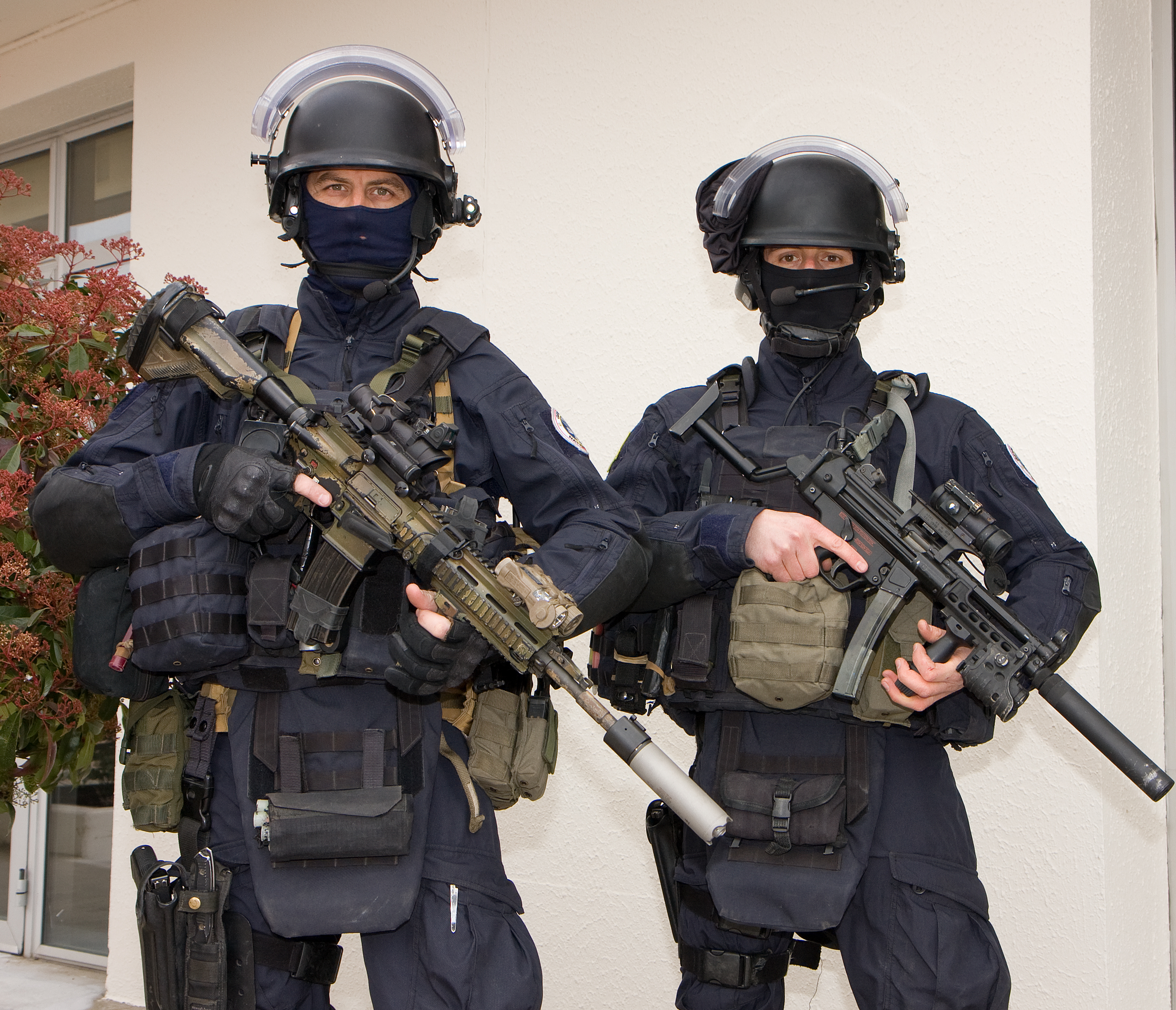
عُنصُران من فرقة تدخل الدرك الوطني مُسلحان ببندقية إتش كيه-416 الهجومية ورشاش إم بي 5 - 2016

جُهزّت فرقة تدخل الدرك الوطني بمجموعة واسعة من معدات الشرطة والجيش والتي تشمل:
- أسلحة شخصية:
  - مسدسات: جلوك (نسخة 17/19/26 غالباً) وزيج زاور (إس بي 2022).
  - طبنجات: مانورين إم آر 73 وسميث آند ويسون (طراز 686).
- رشاشات: إم بي 5، إم بي 7 وإف إن بي 90
- بنادق رش: ريمنغتون، فرانتشي وبينيلي
- بنادق هجومية: هكلر آند كوخ (إتش كيه 416، إتش كيه 417، جي 36)، سويس آرمز (إس جي 550، إس جي 551، إس جي 552) ومنذ 2017: سي زد برين 2 تَسّع عيار 7.62×39 ملم.[20] تُستخدّم فاماس أيضاً خلال الاحتفالات.
- بنادق قنص: بندقية الدقة الدولية لحرب القطب الشمالي التي تتسع أعيرة 0.308/0.338 وبندقية بي جي إم هيكات 2 التي تسع عيار 12.7×99 ملم.
- أنواع مختلفة من المركبات المدرعة مثل مصفحات شيربا الخفيفة وشيفروليه سواتيك بنظام هاراس (نظام إنقاذ هجومي قابل لتعديل الارتفاع) كع سلالم هجومية وسيارات دفع رباعي مدرعة خارقة للحواجز من سنتيغون.

الأسلحة
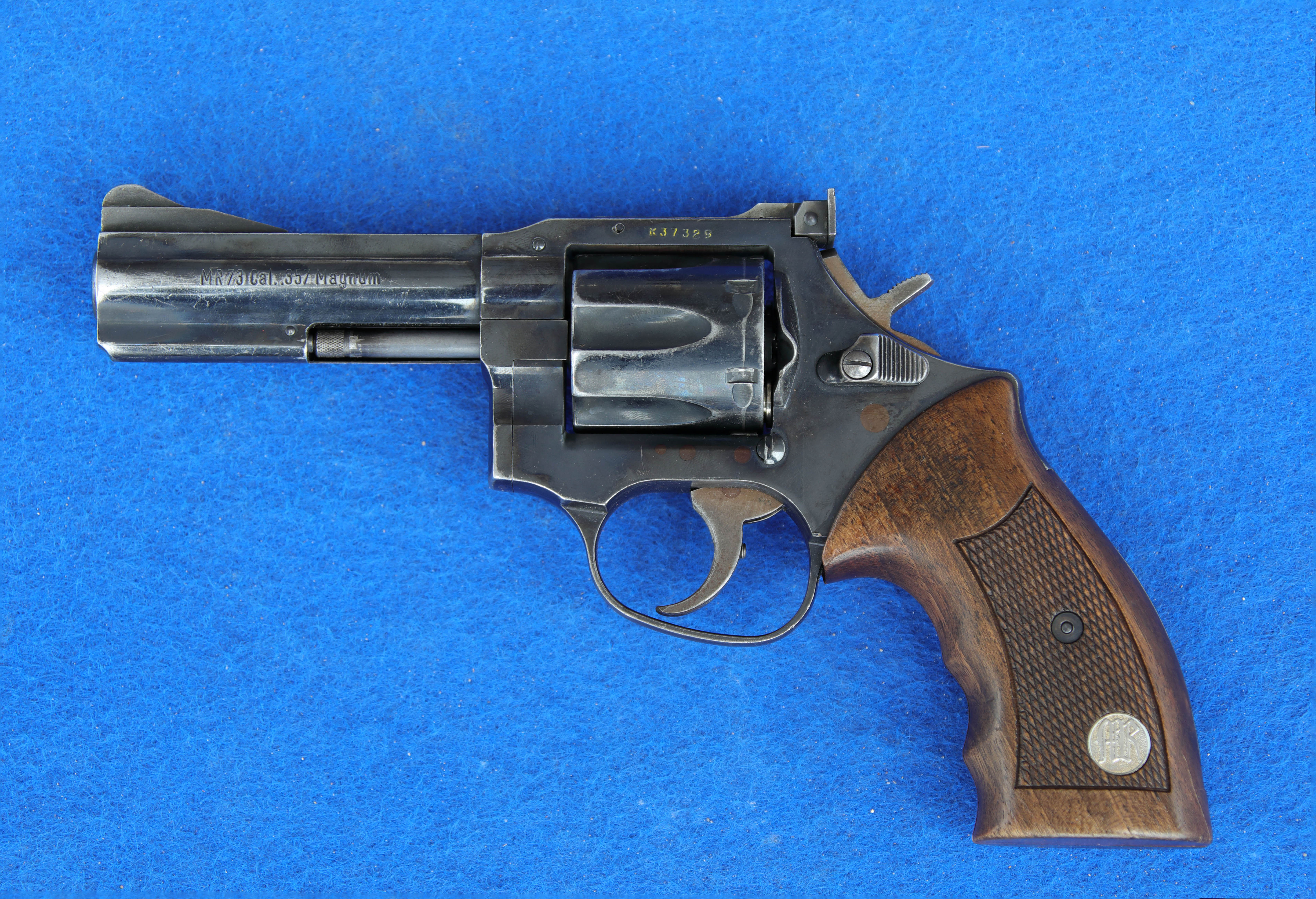
يصدر عادةً طبنجة طراز مانورين إم آر 73 لكل عُنصر من فرقة تدخل الدرك
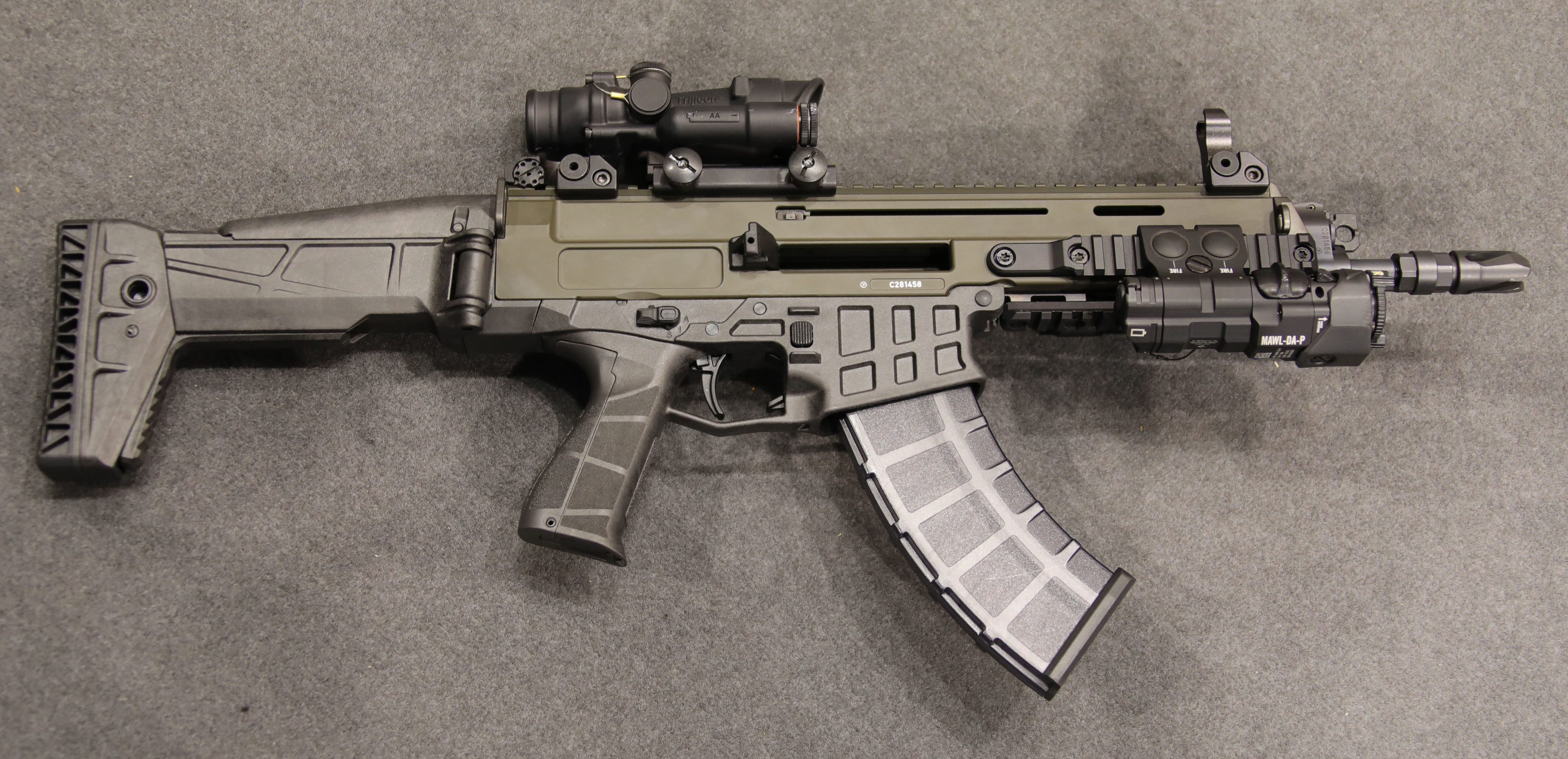
نُسخة فرقة تدخل الدرك من بندقية سي زد برين 2
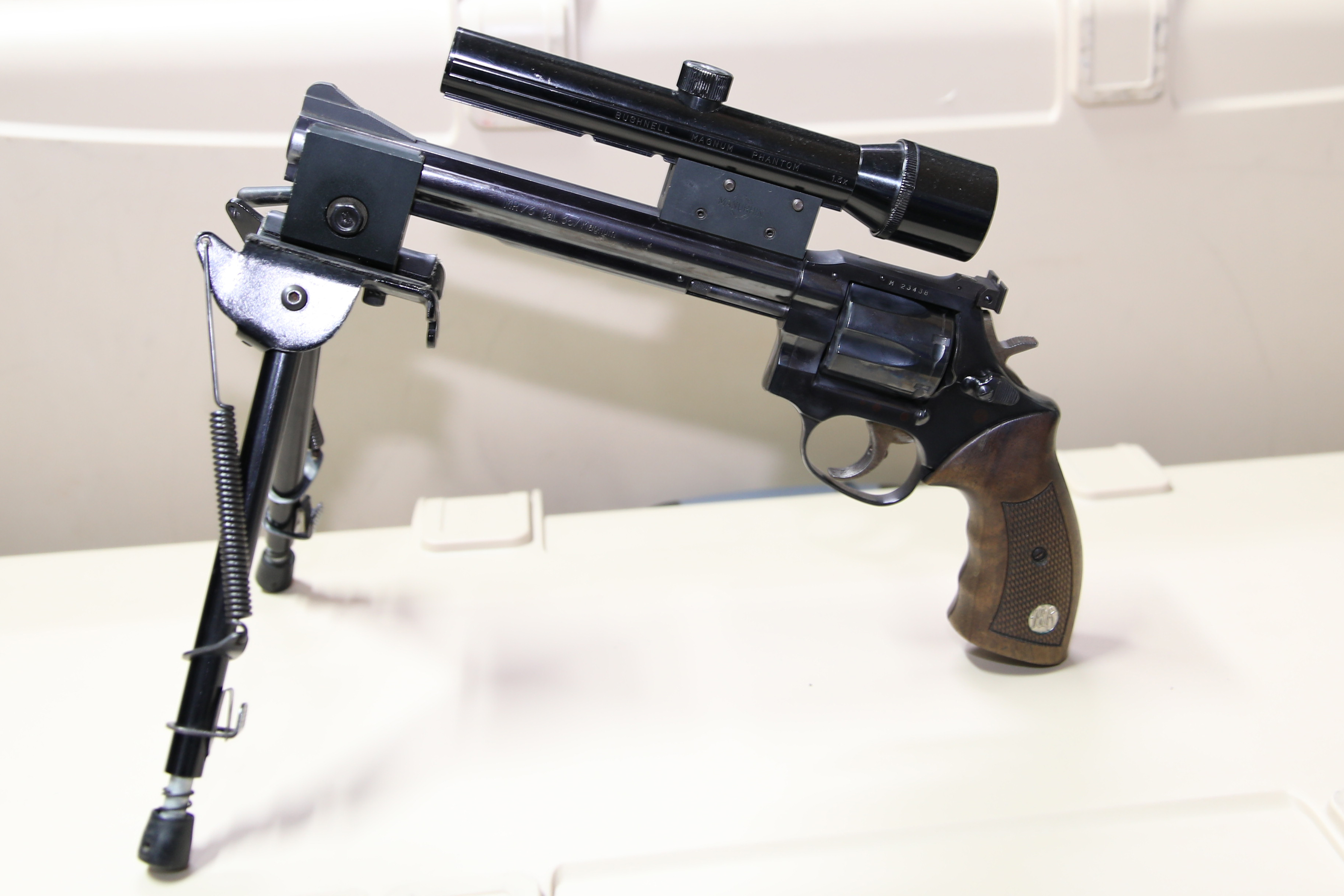
طبنجة إم آر 73 بسبطانة 8 بوصة ومنظار بوشنل فانتوم

المركبات
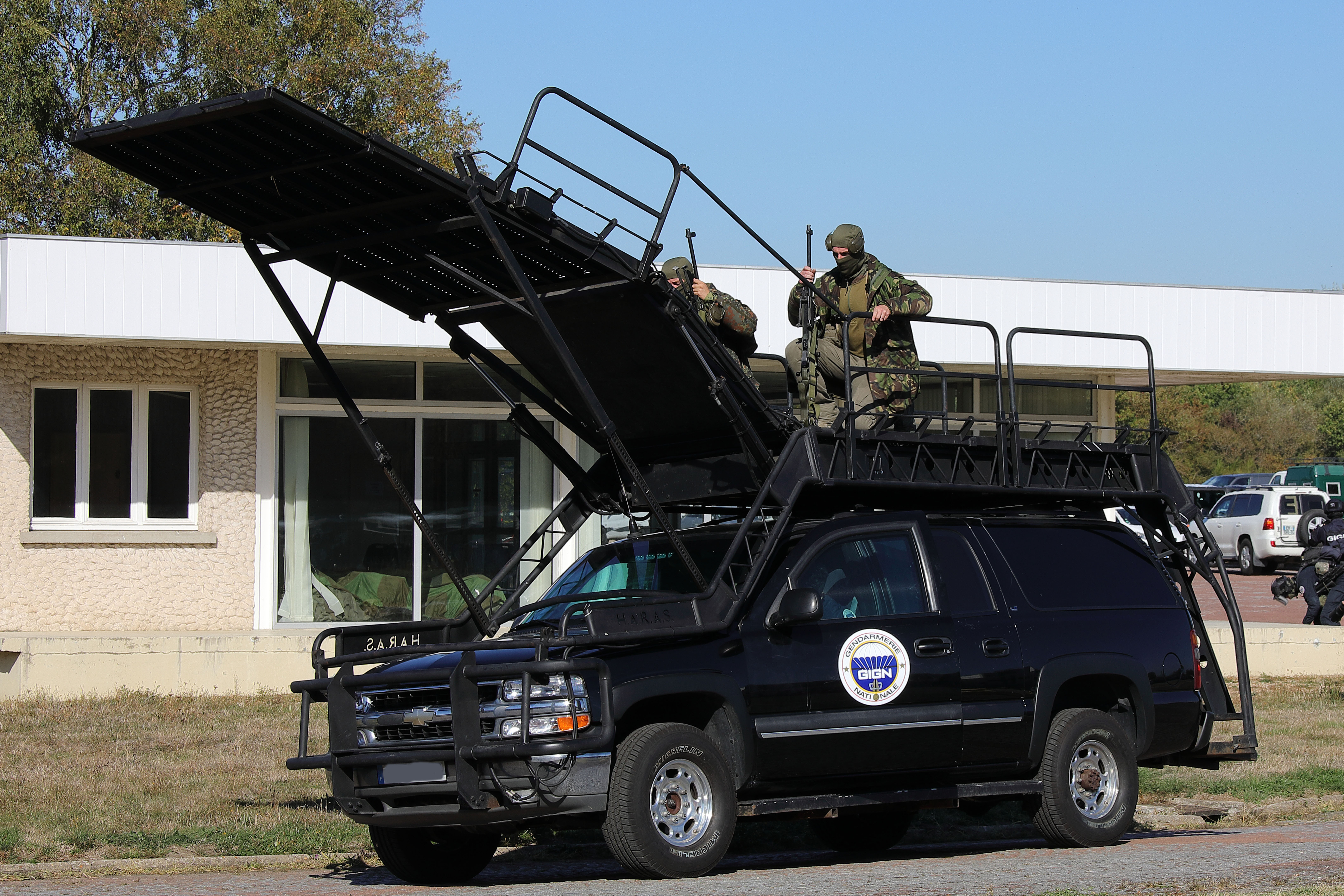
شيفروليه سواتيك بنظام هاراس وسلالم هجومية
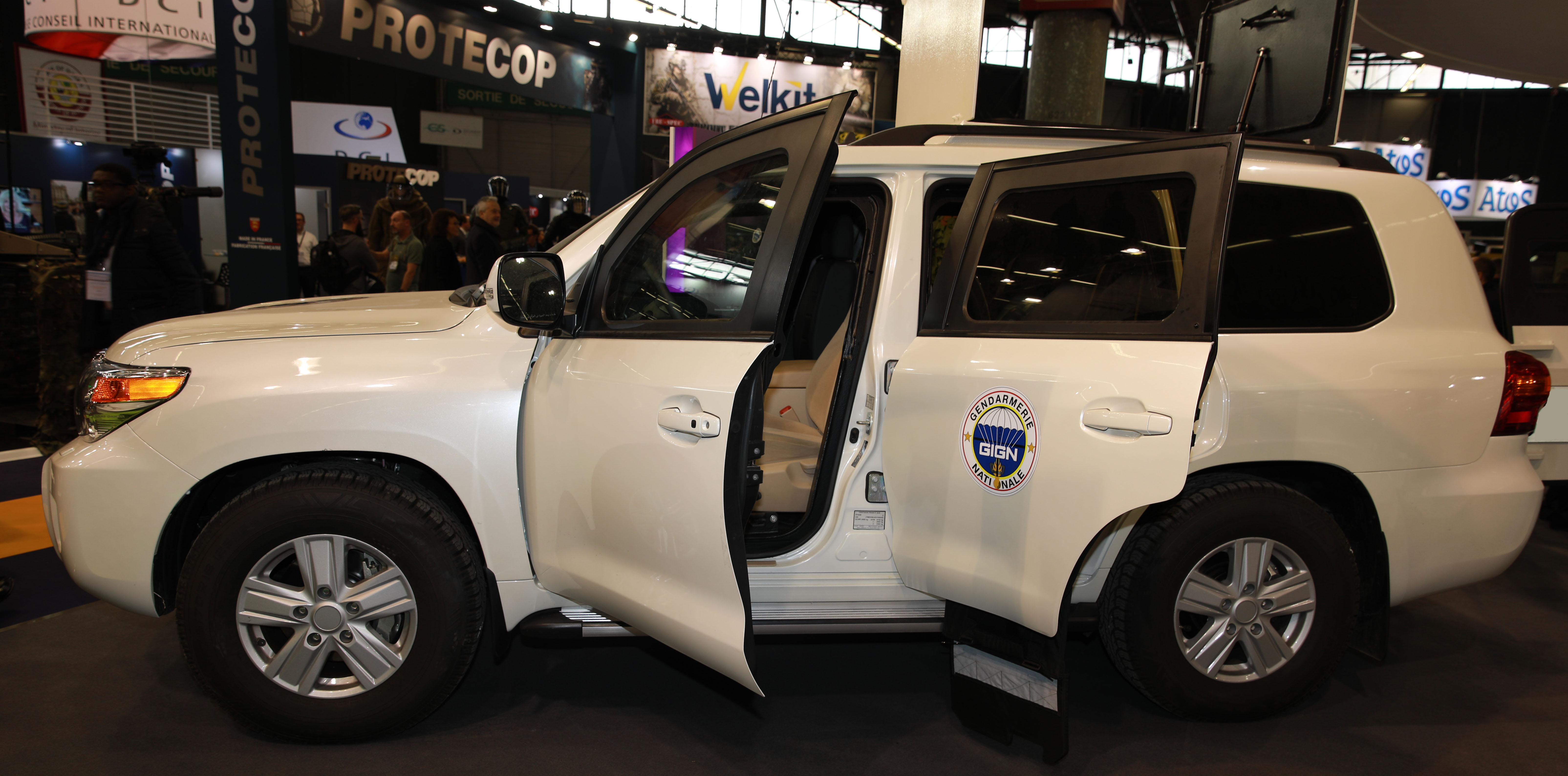
مركبة سنتيغون مصفحة.
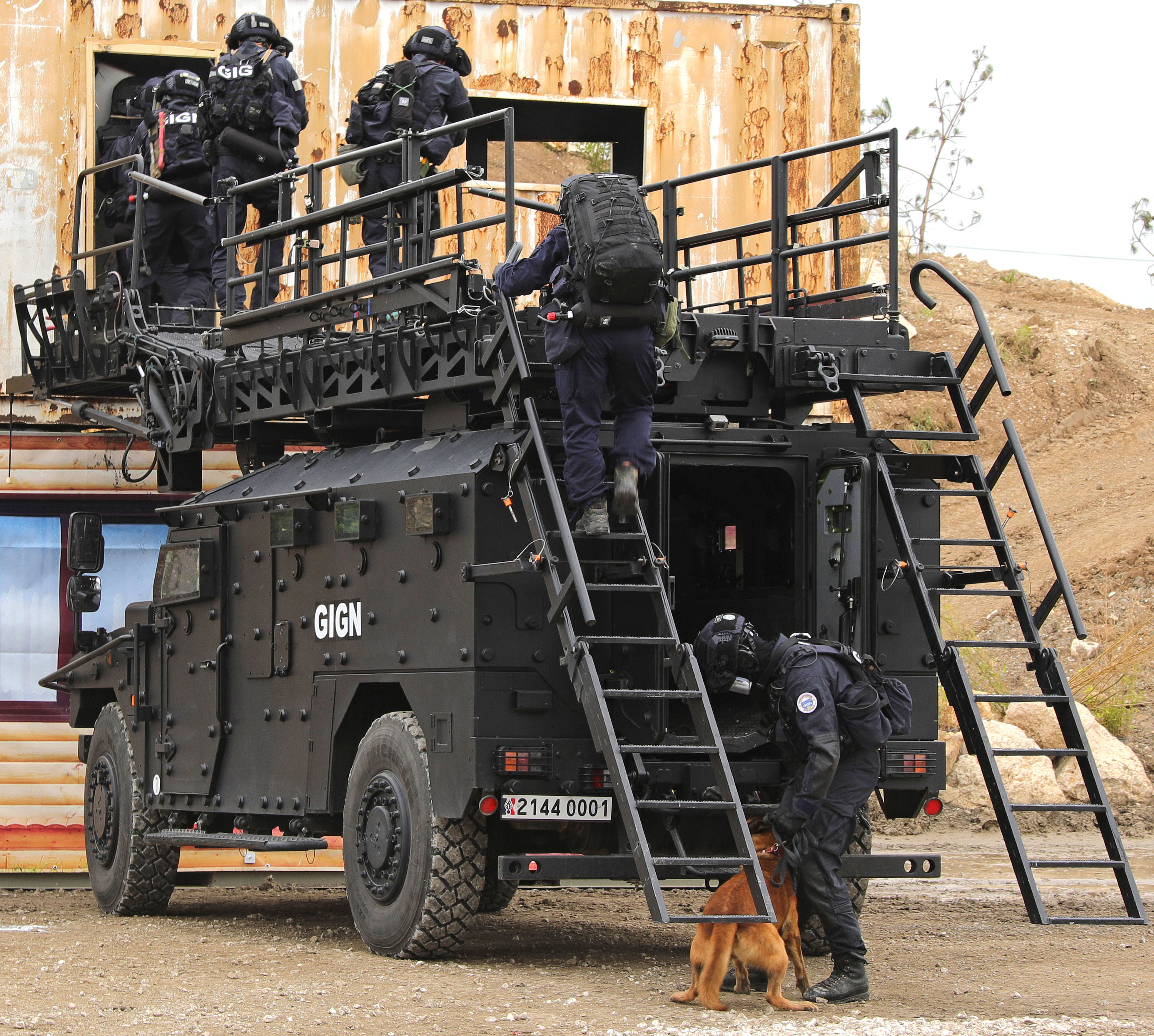
مدرعة شيربا من شاحنات رينو الدفاعية مزودة بسلم هجومي

## الشعار والقيم
- حتى 2014: «إنقاذ الأرواح دون النظر إلى حياة المرء»
- منذ 2014: «الإلتزام مدى الحياة»[2]

على الرغم من أن فرقة تدخل الدرك الوطني تُعد جزءاً من الجيش الفرنسي وتنتشر في مناطق القتال الخارجية، فإنها تتمركز أساساً في فرنسا وتشارك في عمليات وقت السلم كقوة شُرطيّة خاصة. لطالما تعلم أفرادها احترام الحياة البشرية وانضباط إطلاق النار منذ التحاقهم، لذلك يُصدّر لكل عضو جديد عادةً طبنجة 6 طلقات عيار 0.375 كتذكير بهذه القيم.

## القادة
- الرائد كريستيان بروتو: 1973-1982
- النقيب بول باريل: 1982-1983 (مؤقتاً)
- النقيب فيليب ماسيلين: 1983-1985
- الرائد فيليب ليغورجوس: 1985-1989
- الرائد ليونيل شيسنو: 1989-1992
- الرائد دينيس فافيير: 1992-1997
- الرائد إريك جيرارد: 1997-2002
- المقدم فريديريك غالوا: 2002-2007
- العميد دينيس فافيير: 2007-2011
- العميد تييري أوروسكو: 2011-2014
- العميد هوبير بونو: 2014-2017[21]
- العميد لوران فيليب: 2017-2020[3]

## في الثقافة العامة
جُسدّت فرقة تدخل الدرك الوطني في الأفلام التالية:
- الإقتحام، فيلم فرنسي صدر في 2010 عن اختطاف رحلة الخطوط الجوية الفرنسية رقم 8969. بالتعاون مع الفرقة وإرشاداتها. هناك عدد قليل من القصص الشخصية الخيالية المتشابكة في العمل (خاصة مشاركة الشخصيات النسائية) ولكن بخلاف ذلك، يتطابق الفيلم مع الروايات العديدة التي قدمها المشاركون الحقيقيون في هذا العمل.
- النظام والأخلاقيات (تمرُد)، فيلم صدر في 2011 حول احتجاز الرهائن في أوفيا المثير للجدل عام 1988 في كاليدونيا الجديدة كما يتضح من منظور قائد فرقة تدخل الدرك آنذاك، الرائد (لاحقاً النقيب) فيليب ليغورجوس. على الرغم من أنه لعب دوراً رئيسياً في المفاوضات وشارك في الجزء الأول من الهجوم، فإن قيادة ليغورجوس أثناء وبعد العملية كانت موضع اعتراض - حتى في وحدته الخاصة - وترك فرقة تدخل الدرك الوطني بعد بضعة أشهر.
- 15 دقيقة من الحرب، فيلم صدر في 2019 عن عملية تحرير رهائن الحافلة المدرسية سنة 1976، في لويادا، جيبوتي.[22]

### استشهادات
1. ↑  New organization for GIGN with full integration of Regional Branches - L'Essor de la Gendarmerie nationale : Nouvelle organisation pour le GIGN avec le rattachement intégral des antennes https://lessor.org/vie-des-personnels/nouvelle-organisation-pour-le-gign-avec-le-rattachement-des-antennes-gign نسخة محفوظة 2022-04-22 على موقع واي باك مشين.
2. 1 2 3 4 5 6 7  Gend'info magazine (Official Gendarmerie information magazine in French). GIGNs 40th anniversary issue. December 2014.
3. 1 2  Journal Officiel de la République française (JORF). Décret du 31 juillet 2020 portant affectations d'officiers généraux  https://www.legifrance.gouv.fr/affichTexte.do?cidTexte=JORFTEXT000042197458 نسخة محفوظة 8 يناير 2021 على موقع واي باك مشين.
4. ↑  Peachy، Paul. "Who are GIGN? Elite police force formed after 1972 Olympics attack on Israelis". The Independent. The Independent. مؤرشف من الأصل في 2020-11-11. اطلع عليه بتاريخ 2016-04-27.
5. ↑  circa 570 with the regional branches.
6. ↑  Each of the two French national police forces, the شرطة وطنية and the National Gendarmerie, has primary responsibility for a part of the territory: large cities and urban areas for the National Police, smaller cities and rural areas for the National Gendarmerie. There are two National Police units specialized in counter-terrorism and hostage rescue: the Paris فرقة البحث والتدخل  [لغات أخرى]‏ and RAID. If needed, they can form a joint task force called National Police Intervention Force ((بالفرنسية: Force d'intervention de la Police nationale or FIPN)‏). GIGN and FIPN (or its components) can be engaged together – or in the other force's area of responsibility – in an emergency.
7. ↑  From 1974 to 1976, the Maisons-Alfort unit was named GIGN 1 and the Mont-de-Marsan unit GIGN 4. Histoire de la gendarmerie mobile d'Ile-de-France, 3 volumes, Éditions SPE-Barthelemy, Paris, 2007, (ردمك 2-912838-31-2) — tome II
8. ↑  Encyclopédie de la Gendarmerie Nationale, tome III
9. ↑  Squadron in the British sense of the term. The equivalent US unit would be a troop or a company.
10. ↑  The reorganization was conducted by general Denis Favier, who had personally led the الخطوط الجوية الفرنسية الرحلة 8969 in 1994 as GIGN's commander and assumed command of the "new" GIGN in 2007. He later became Director-general of the Gendarmerie Nationale (DGGN) from 2013 to 2016.
11. ↑  As was the case following the الهجوم على صحيفة شارلي إبدو.
12. ↑  Colonel Bonneau interview, L’Essor de la Gendarmerie nationale n°478 – February 2015 issue.
13. ↑  La croix de la Valeur militaire pour le GIGN نسخة محفوظة 2019-07-06 على موقع واي باك مشين.
14. ↑  nationale, Gendarmerie. "Remise de la seconde Croix de la Valeur militaire au GIGN". Gendarmerie (بfr-FR). Archived from the original on 2019-12-24. Retrieved 2019-07-06.{{استشهاد ويب}}:  صيانة الاستشهاد: لغة غير مدعومة (link)
15. ↑  nationale, Gendarmerie. "Le drapeau du GIGN reçoit la fourragère et la médaille de la sécurité intérieure". Gendarmerie (بfr-FR). Archived from the original on 2019-03-28. Retrieved 2019-07-06.{{استشهاد ويب}}:  صيانة الاستشهاد: لغة غير مدعومة (link)
16. ↑  Le GIGN par le GIGN (in French), 2012 p. 9
17. ↑  Ministère de l'Intérieur press release, 19 April 2016.
18. ↑  Gendarmerie memorandum 61050 dated 26 July 2016.
19. ↑  "La croix de la Valeur militaire pour le GIGN" (بfr-FR). Archived from the original on 2019-07-06. Retrieved 2021-01-24.{{استشهاد ويب}}:  صيانة الاستشهاد: لغة غير مدعومة (link)
20. ↑  http://www.gign-historique.com/gign/le-gign-sequipe-dun-nouveau-fusil-dassaut-bren-2-tcheque/ نسخة محفوظة 2019-10-23 على موقع واي باك مشين.
21. ↑  Promotion to brigadier general on August, 1st 2018 - https://www.legifrance.gouv.fr/affichTexte.do;jsessionid=287069C58D39A0AEA6A9AEE966E3AC8D.tplgfr21s_3?cidTexte=JORFTEXT000037257874&dateTexte=&oldAction=rechJO&categorieLien=id&idJO=JORFCONT000037257534 نسخة محفوظة 1 يوليو 2019 على موقع واي باك مشين.
22. ↑  ""15 دقيقة حرب".. فيلم لتمجيد قوات مكافحة الإرهاب الفرنسية". مؤرشف من الأصل في 2020-10-10. اطلع عليه بتاريخ 2021-01-24.

### كتب
- Collective (2012). Le GIGN par le GIGN (بالفرنسية). éditions LBM. ISBN:978-2-9153-4794-4.
- Collective (2006). Encyclopédie de la Gendarmerie Nationale, tome III (بالفرنسية). Paris: éditions SPE Barthelemy. ISBN:2-912838-21-5.

## وصلات خارجية
- GIGN page (in French) on the Gendarmerie Nationale's Official webpage
- GIGN, 40 ans d'assauts (French documentary)